# Saison 2018-2019 de l'En avant de Guingamp
Vous lisez un « bon article » labellisé en 2019.
Maillots
Chronologie
Saison précédente Saison suivante
La saison 2018-2019 de l'En avant de Guingamp, club de football français, voit le club évoluer en Ligue 1 pour la treizième fois de son histoire et battre son record de participations consécutives dans l'élite (six).
L'équipe est dirigée jusqu'au 6 novembre 2018 par Antoine Kombouaré, qui ne va pas au terme de sa troisième saison au club et paye ses mauvais résultats (lanterne rouge avec seulement une victoire après douze journées). L'intérim est ensuite assuré pendant une semaine par le duo composé de Sylvain Didot et Vincent Rautureau, avant que Jocelyn Gourvennec ne retrouve le banc guingampais en tant qu'entraîneur principal.
Devant compenser à l'intersaison les départs de joueurs cadres tels que Jimmy Briand et Clément Grenier, l'EAG accueille entre autres Nolan Roux et Ronny Rodelin. Cependant, les résultats sur le terrain ne sont pas à la hauteur des qualités des joueurs sur le papier. Marcus Thuram est la révélation de la saison avec ses douze buts dont neuf en championnat, épaulé par le meilleur passeur de l'équipe, Pedro Rebocho. Dès la troisième journée de championnat, l'équipe est relégable et ne quittera la dernière place que deux journées, insuffisant pour se maintenir en première division. En Coupe de France, l'équipe est éliminée dès les huitièmes de finale, logiquement, par l'Olympique lyonnais. Le seul point de réjouissance est le parcours en Coupe de la Ligue, ponctué de trois victoires aux tirs au but et aux performances du gardien, jusqu'alors remplaçant, Marc-Aurèle Caillard, qui ne pourra cependant pas renouveler l'exploit lors de la finale durant laquelle Guingamp s'incline, aux tirs au but, face au RC Strasbourg.

## Effectif

### Prolongations de contrat
La première prolongation de contrat intervient le 9 mai, en faveur d'Abdoul Razzagui Camara, blessé depuis le début de la saison précédente. Comme il est de coutume au club avec les blessés de longue durée, son contrat a été rallongé d'un an et court désormais jusqu'en 2020.
Le 28 mai 2018, Étienne Didot prolonge son contrat d'un an, jusqu'à la fin de la saison 2018-2019. Nicolas Benezet fait de même le 3 juin et voit son contrat se poursuivre jusqu'en 2020. Le 6 juin, c'est au tour du deuxième gardien, Marc-Aurèle Caillard, de prolonger deux ans, soit jusqu'en 2020. Son jeune coéquipier Théo Guivarch (en), évoluant au même poste, prolonge quant à lui jusqu'en 2021 et poursuivra en prêt afin de continuer son apprentissage durant la saison 2018-2019.
Le 6 juillet, le défenseur central Jérémy Sorbon signe un nouveau contrat le liant au club jusqu'en 2020. Le 9 juillet, le jeune latéral portugais Pedro Rebocho signe une prolongation de deux ans, soit jusqu'en 2022, tout comme Jérémy Livolant qui poursuivra quant à lui en prêt,. Le lendemain, c'est au tour du milieu de terrain Lucas Deaux de prolonger son contrat d'un an, soit jusqu'en 2020.
Le 3 août, le club annonce la prolongation de son défenseur Félix Eboa Eboa pour deux années supplémentaires, jusqu'en 2023. Le 8 août, à quelques jours de la reprise du championnat, c'est Ludovic Blas qui prolonge d'un an supplémentaire son bail avec l'EAG, jusqu'en 2021. Le 21 août, après la deuxième journée de championnat, le président Bertrand Desplat confirme la prolongation de l'entraîneur Antoine Kombouaré pour une saison supplémentaire, jusqu'en 2020, lui qui est en poste depuis 2016, avec la volonté de garder « des valeurs et des bases solides ».

### Transferts
Cette section liste les transferts concernant l'effectif de l'En avant de Guingamp pour la saison 2018-2019.

#### Mercato d'été
Dès le 11 mai 2018, Thibault Giresse, qui a pris sa retraite sportive à la fin de la saison 2017-2018, est intégré au staff technique de l'équipe première en tant qu'entraîneur adjoint,.
L'été est marqué par l'arrivée de l'attaquant Nolan Roux en provenance du FC Metz, annoncée le 19 juin. Dans la foulée, les rumeurs sur le départ de l'attaquant titulaire, Jimmy Briand, se font plus insistantes, même si Antoine Kombouaré les réfute. L'hypothétique départ de l'emblématique capitaine de l'EAG vers l'Impact de Montréal est même par la suite balayé par l'entraineur qui confirme son souhait de garder dans l'équipe le meilleur buteur français en activité en Ligue 1,. Mais le 19 juillet, Kombouaré confirme le départ de Briand vers la MLS pour retrouver Rémi Garde, son ancien entraîneur de l'Olympique lyonnais, à Montréal,,.
Au cours des jours qui suivent, l'Impact de Montréal annonce que les négociations avec Jimmy Briand ont échoué. Antoine Kombouaré et Bertrand Desplat ont par la suite assuré qu'il n'était pas question que Briand revienne à Guingamp, puisqu'il a résilié son contrat et que le club a l'assurance de recevoir 300 000 euros d'indemnités de la part de Montréal, même si le transfert a été avorté.
Dans le même temps, le transfert de Clément Grenier, qui avait un bon de sortie s'il trouvait une équipe engagée en coupe d'Europe,, vers le Stade rennais est acté pour une somme de 5 millions d'euros,.
Après avoir expliqué sa position et son désarroi dans la presse, Jimmy Briand est un temps évoqué du côté du RC Lens ou du RC Strasbourg. Mais c'est à quelques jours de la reprise du championnat que ce dossier connait un tournant surprenant, avec l'annonce de sa signature aux Girondins de Bordeaux, ce qui provoque une grande déception chez les Guingampais, notamment Antoine Kombouaré et Nicolas Benezet,. Après une semaine discrète sur le sujet, le président Bertrand Desplat réagit sur la radio RMC, promettant qu'« une bataille juridique [...] va évidemment s’engager », regrettant le vide juridique autorisant « qu’un joueur qui est sous contrat avec un club puisse se retrouver libre de s’engager avec un autre club ». Il regrette aussi que le club des Girondins de Bordeaux ait profité de l'occasion pour recruter le joueur, alors que beaucoup de clubs l'ont refusé, vu la situation contractuelle de Briand.
Le 14 août, entre les première et deuxième journées du championnat de Ligue 1, l'En Avant confirme la signature de Ronny Rodelin en provenance de Caen, pour trois saisons. Près de deux semaines plus tard, le 25 août, on apprend que Razza Camara doit mettre un terme à sa carrière en raison de problèmes de santé, alors qu'il venait de prolonger d'un an son contrat à la suite de sa longue blessure contractée en début de saison 2017-2018. Le 28 août, le milieu de terrain Guessouma Fofana rejoint l'EAG en provenance d'Amiens, pour trois saisons. Le 31 août marquant la fin de la période estivale des transferts, cette journée est très animée. Sikou Niakaté, défenseur central du Valenciennes FC, signe un contrat de cinq ans avec Guingamp mais reste dans le Nord en prêt cette saison. La présence de Yannis Salibur à Saint-Étienne dans la même journée a été conclue par le prêt (payant, sans option d'achat) du joueur à l'ASSE pour une saison.
Le 5 septembre, pendant la première trêve internationale et après quatre défaites de rang en championnat, Bertrand Desplat revient sur le mercato de l'EAG dans une longue interview donnée à Ouest-France. Au sujet de Jimmy Briand, si le club n'a pas encore eu gain de cause sur le plan financier, le président reste patient et confiant pour un dédommagement juste. Il note surtout une « blessure morale [certainement] éternelle » et pointe avec des mots forts un « personnage très noir ». Quant à Clément Grenier, Desplat réfute le montant du transfert communiqué par le club de Stade rennais, à savoir 4 millions d'euros.

#### Mercato d'hiver
Le nouvel entraineur, Jocelyn Gourvennec, annonce mi-décembre souhaiter quatre renforts dans l'effectif pour mener à bien « l'opération maintien ». Soutenu par le président Bertrand Desplat et le conseil d'administration, il enregistre la première arrivée dès le 17 décembre, sous forme de prêt sans option d'achat, avec le retour au club de l'attaquant Alexandre Mendy en provenance des Girondins de Bordeaux, où il a repris normalement l'entrainement après une blessure contractée aux ligaments croisés du genou droit, un an auparavant. Le 21 décembre est annoncée l'arrivée du défenseur suédois Johan Larsson, capitaine de Brøndby IF en fin de contrat. Le club précise qu'il a signé pour deux ans et demi « sans clause libératoire automatique en cas de descente en Ligue 2 ». Le 28 décembre, le club annonce avoir trouvé un accord de principe pour s'attacher les services de l'international gabonais Didier Ndong, ancien milieu de terrain de Sunderland révélé au FC Lorient auparavant. Trois jours plus tard, c'est son coéquipier des Black Cats Papy Djilobodji, prêté à Dijon la saison dernière, dont la venue est officialisée, pour six mois plus un an et demi en cas de maintien en Ligue 1.
Le 10 janvier voit le départ du jeune Nathaël Julan, en recherche de temps de jeu après quelques courtes apparitions avec l'EAG, pour un prêt sans option d'achat de six mois au VA FC, en Ligue 2, alors que quatre autres clubs se montraient aussi très intéressés. Dans le même temps est conclue la signature de Mehdi Merghem pour trois ans et demi, alors qu'il lui restait six mois de contrat à Châteauroux. Le jeune milieu offensif était depuis deux ans sur les tablettes de Gourvennec qui le qualifiait quelques jours auparavant de « joueur à fort potentiel et d'avenir ».
Dans le sens des départs, plusieurs noms de Guingampais ont été cités, sans que soient conclus de transferts. Dès le début du mois de janvier, Bertrand Desplat annonce que Marcus Thuram ne quittera pas les Côtes d'Armor, alors que l'Olympique de Marseille se montrait particulièrement intéressé. Jordan Ikoko, qui s'est vu offrir une offre par le FC Nantes, a décliné l'offre pour effectuer la phase retour du championnat avec l'EAG. Mis sur la touche par Gourvennec et pointé du doigt pour son comportement et son investissement à l'entraînement, Nicolas Benezet fait partie des transferts attendus durant l'hiver. Il est même question d'un transfert à Caen conjointement à une arrivée de Paul-Georges Ntep en Bretagne. Dans les dernières heures du mercato, la piste d'un échange de Benezet à Saint-Étienne contre le retour de Yannis Salibur, en prêt depuis le début de la saison, est activée, mais ne donne rien. La venue en prêt du Bordelais Nicolas de Préville a aussi été souhaitée par les dirigeants, mais n'a pu être conclue.

### Effectif professionnel

#### Joueurs retenus en sélections nationales
L'effectif compte plusieurs joueurs ayant porté le maillot de leur sélection nationale au cours de la saison. Marcus Coco, avec l'Équipe de France espoirs, participe à deux rencontres amicales et marque le but victorieux face à la Turquie (1-0). Jordan Ikoko se trouve titulaire avec la RDC face au Zimbabwe pour les éliminatoires de la CAN 2019 (défaite 1-2). Dans cette même compétition, Lebogang Phiri, remplaçant au coup d'envoi face aux Seychelles, est entré en jeu pour participer à la large victoire de l'Afrique du Sud (6-0). Quant à Karl-Johan Johnsson, appelé avec la Suède, il n'est pas entré en jeu alors que son équipe faisait match nul 0-0 face à la Russie dans le cadre de la Ligue des Nations.
Au début de l'été 2019, Marcus Coco, Ludovic Blas et Marcus Thuram se retrouvent sur la liste des suppléants de l'équipe de France pour l'Euro espoirs. Ce dernier se voit appelé par la suite en remplacement de Martin Terrier, et participe aux quatre matchs dont deux en tant que titulaire, pour une élimination en demi-finale,,.

### Capitanat
Le départ de Jimmy Briand au mercato d'été, lui qui était depuis deux saisons le capitaine choisi par Antoine Kombouaré, entraîne de fait un changement de brassard. C'est l'iconique défenseur central Christophe Kerbrat qui est logiquement retenu. Son comparse en défense centrale, Jérémy Sorbon, qui au début de la saison se voit reléguer sur le banc, est quant à lui nommé vice-capitaine.

### Entraîneur

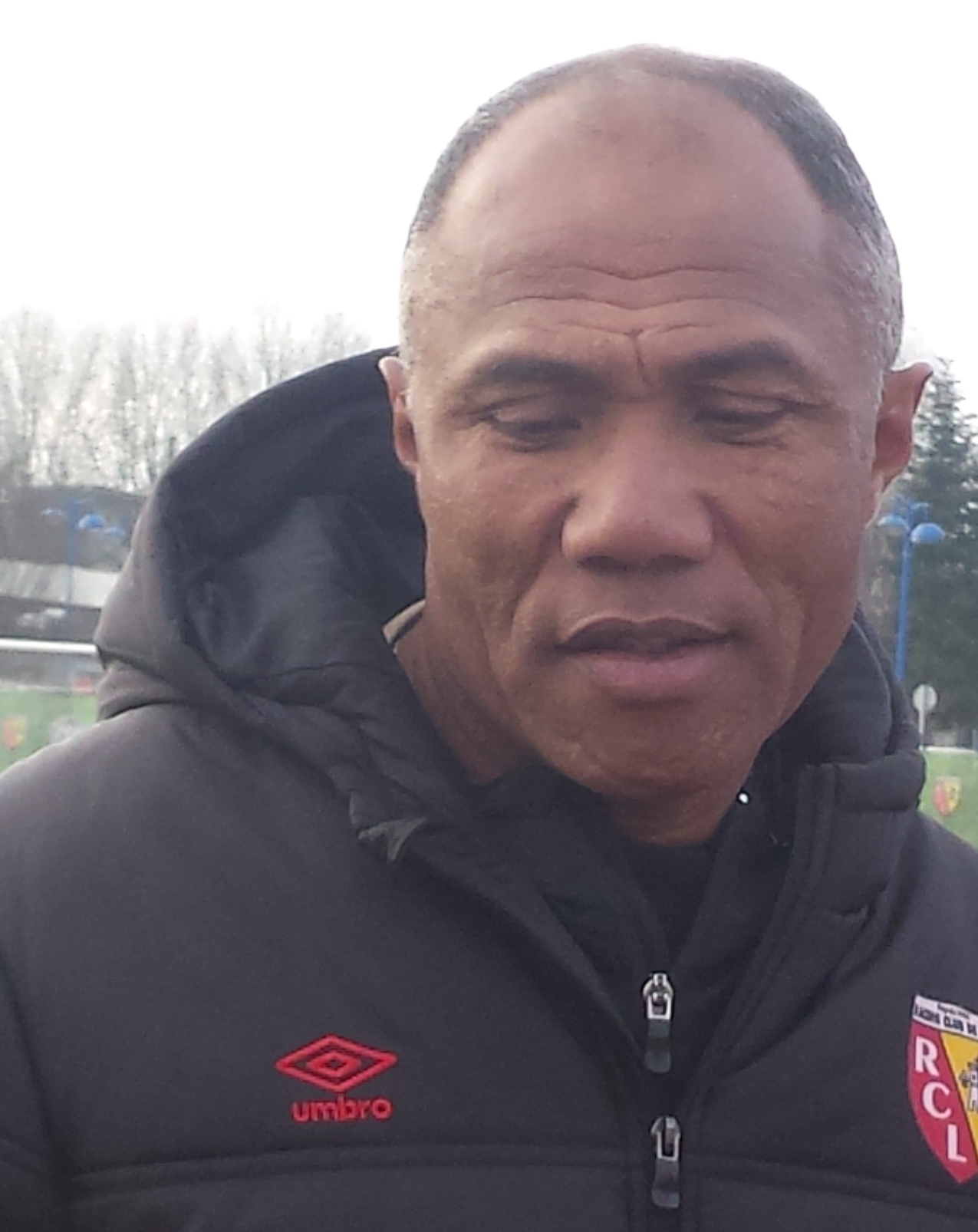
Antoine Kombouaré est sur le banc guingampais au début de la saison.

Antoine Kombouaré commence la saison sur le banc de l'EAG pour sa troisième année. Cependant, les mauvais résultats de l'équipe (une victoire en douze journées et dernier du classement), malgré la série d'invincibilité de cinq matchs, combinés à la lourde défaite à Nantes le 4 novembre (5-0), poussent le club à se séparer de son technicien deux jours plus tard. L'intérim est assuré par Sylvain Didot (entraîneur de l'équipe réserve) et Vincent Rautureau (directeur du centre de formation). Kombouaré comprend ce choix mais reste « surpris » et « déçu » de ne pouvoir aller au bout de sa saison avec un groupe qui a les capacités de se maintenir.
Le 7 novembre, le club annonce officiellement le retour de Jocelyn Gourvennec sur le banc breton, qui ne sera effectif qu'après la rencontre de la treizième journée face à Lyon, assurée par le duo Didot-Rautureau.

## Saison

### Matchs amicaux de pré-saison
La première semaine de stage de préparation de l'EAG dans le Morbihan se conclut par une rencontre face au SO Cholet, pensionnaire de National. Parmi les 22 joueurs guingampais ayant foulé la pelouse, ce sont surtout Yannis Salibur et Nicolas Benezet qui se sont mis le plus en valeur, ce dernier inscrivant un but sur un service de la recrue phare, Nolan Roux.
S'ensuit une rencontre sur le terrain du Stade brestois, pour un derby chaud mais plaisant. Surpris dès la septième minute, les Rouge et Noir reviennent dans le match grâce à Nolan Roux, ancien brestois, reprenant un tir repoussé de Yeni Ngbakoto. Après plusieurs occasions de part et d'autre et une large revue d'effectif à la mi-temps, qui ne voyait ni Clément Grenier ni Jimmy Briand entrer en jeu en raison de leurs transferts imminents, les locaux reprennent l'avantage sur corner à la 56e minute avant la seconde égalisation, par Marcus Thuram, quatre minutes plus tard, sur un centre de Pedro Rebocho.
L'En Avant poursuit son travail par un déplacement en Normandie face au Stade Malherbe de Caen. Après une première demi-heure poussive des deux côtés, les Caennais lancent les premières offensives mais butent sur le gardien Marc-Aurèle Caillard. Nolan Roux profite d'un cafouillage dans la surface pour ouvrir le score. Le duo Benezet-Roux redonne l'avantage à leur équipe, sur un doublé de l'attaquant de pointe, peu avant un changement complet de l'effectif (1-2, 63e). Les nouveaux entrants Cheick Traoré et Marcus Thuram font parler leur puissance et ce dernier inscrit le troisième but de l'EAG qui s'impose ainsi logiquement et avec une manière sobre mais efficace.
Les deux dernières rencontres programmées donnent l'occasion de s'opposer à des équipes promues en première division cette saison, en commençant par le Stade de Reims, champion de France de Ligue 2. Malgré une entame pleine d'envie, les locaux se font surprendre sur un tir au rebond incertain (0-1, 22e). Il faut attendre les dix changements vingt minutes après la pause pour voir Salibur et Ngbakoto signer chacun un doublé.
La préparation s'achève par la réception de Nîmois dont la tête est moins tournée vers leur retour dans l'élite que vers des problématiques de primes de matchs qui ont poussé les joueurs à la grève la semaine précédant cette rencontre. Une fois sur le terrain, les Crocos résistent aux assauts de Thuram et Roux, menant ce qui ressemble fortement à l'équipe-type de la saison, avec le retour de Karl-Johan Johnsson dans les buts. Avec peu d'occasions de part et d'autre, il faut attendre la dernière minute du temps réglementaire et une percée de Blas servant parfaitement Coco pour offrir une quatrième victoire en cinq rencontres aux Bretons et se tourner enfin vers le championnat.

### Championnat

#### Journées 1 à 6: la pire série de défaites de l'histoire du club
L'En avant de Guingamp commence sa saison à Saint-Étienne. Si le maintien est toujours le premier objectif visé, les espoirs d'un top 10 restent d'actualité malgré les départs importants au mercato. Karl-Johan Johnsson produit plusieurs parades importantes mais la défense craque cependant en toute fin de mi-temps, sur une reprise de volée de la recrue stéphanoise Khazri. Au retour des vestiaires, les Guingampais restent entreprenants et sont récompensés d'un pénalty après une sortie fautive de Ruffier sur Marcus Coco qui se présentait seul face au but. Marcus Thuram le transforme pour ramener son équipe à 1-1. Malgré sa domination, l'EAG reste stérile et encaisse un second but sur l'une des rares occasions des Verts, par Diony à dix minutes de la fin, qui donne la victoire aux siens 2-1,.

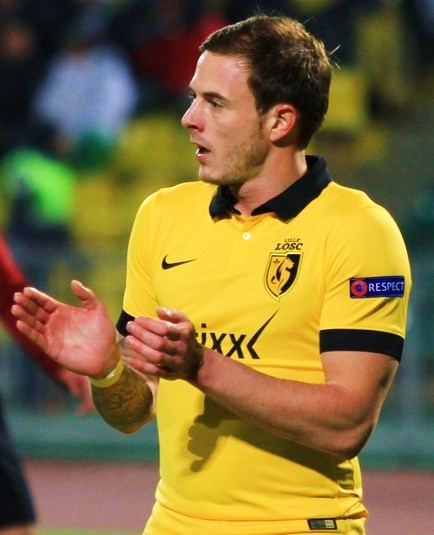
Nolan Roux inscrit son premier but de la saison face au PSG.

Pour son premier match à domicile, l'EAG accueille le Paris Saint-Germain et bat le record d'affluence du Roudourou avec un total de 19003 spectateurs. Les Rouge et Noir se font pressants dès le début de la rencontre, et c'est sur une interception de Marcus Coco, qui sert Nolan Roux, que Guingamp est récompensé de ses efforts à la 20e minute. Dans la foulée, les Guingampais poursuivent leur pressing et sur une nouvelle inspiration de Coco, qui lobe de la tête Buffon sur l'aile, Nicolas Benezet est servi dans l'axe et croit inscrire le but du 2-0 à la 26e minute. Cependant, l'arbitre Clément Turpin, après plusieurs minutes d'attente du VAR, refuse le but (au grand dam de Bertrand Desplat,). Au retour des vestiaires, l'entrée de Mbappé met à mal d'emblée la défense guingampaise. L'En Avant concède un pénalty transformé par Neymar à la 53e minute (1-1). La domination parisienne est totale et Mbappé fait définitivement la différence sur des décalages signés Di María (1-2, 82e), et Neymar (1-3, 90e). Le capitaine Christophe Kerbrat se voit nommé dans l'équipe-type de la deuxième journée pour sa prestation face aux offensives de Neymar ou Di María en première période.
Après deux défaites bien que jugées encourageantes, l'En Avant souhaite se relancer sur le terrain de Lille et surtout remporter ses premiers points en championnat, avec la première titularisation des recrues Ronny Rodelin et Cheick Traoré. Cependant, Guingamp subit dès l'entame de match le pressing des locaux qui inscrivent deux buts, à la septième minute par Xeka puis à la dixième par Bamba. Après s'être confortablement replié pour résister aux quelques offensives bretonnes, le LOSC inscrit même un troisième but avant que Christophe Kerbrat, à la 81e minute, ne soit expulsé avec un carton rouge direct pour une faute en position de dernier défenseur. Antoine Kombouaré reconnaît que les bonnes prestations face à l'ASSE et au PSG ont fait que ses troupes sont « arrivé[es] un peu trop confiant[es] à Lille ».
Guingamp entame le mois de septembre en comptant trois défaites en autant de rencontres, une première depuis décembre 2015. La réception de Toulouse est marquée par la suspension de Christophe Kerbrat, laissant ainsi le brassard au vice-capitaine Jérémy Sorbon. Dès la deuxième minute de la rencontre, Cheick Traoré laisse partir dans son dos Gradel qui ouvre le score d'un tir puissant en lucarne. Dix minutes plus tard, c'est après un coup franc que Sangaré trompe de nouveau Kalle Johnsson. Le match connait un rebondissement avec l'exclusion pour un second carton jaune du jeune défenseur toulousain Todibo dès la 26e minute de jeu. La réduction du score a lieu juste avant la mi-temps, sur un corner côté droit de Nicolas Benezet qui trouve la tête de Marcus Thuram. Avec la supériorité numérique, les Bretons multiplient les occasions en seconde période et dominent statistiquement, mais sans réussite.
Antoine Kombouaré et Nicolas Benezet se montrent préoccupés par la situation du club malgré le soutien constant du public,. Guingamp passe ainsi la trêve internationale à la dernière place de la Ligue 1, en étant la seule équipe sans point inscrit, avec une série de quatre défaites consécutives qui est la plus mauvaise dans l'histoire du club. Pour la majorité des équipes ayant connu un tel départ en Ligue 1, la fin de saison a été synonyme de descente en division inférieure.
Les deux semaines de trêve ont été mises à profit par Antoine Kombouaré pour ressouder le groupe et repartir avec un nouvel état d'esprit, en se « [réfugiant] dans le travail »,. Le déplacement à Marseille pour la cinquième journée est l'occasion d'utiliser un système de jeu plus défensif, devant le constat de la force offensive de l'OM et de la friabilité de Guingamp en défense. Ainsi, la recrue Guessouma Fofana est titularisée aux côtés d'Étienne Didot et de Lebogang Phiri. Le choix est payant au cours d'une première période durant laquelle aucune équipe ne se montre inspirée en attaque, mais le deuxième acte est bien différent : Thauvin, esseulé, récupère au milieu de la surface un ballon aérien mal dégagé et lobe de la tête Karl-Johan Johnsson (1-0, 57e). L'EAG subit puis sombre à la suite de ce but encaissé. Payet inscrit le deuxième d'une reprise de volée sous la barre après un mauvais dégagement de Sorbon (2-0, 73e), avant le doublé de Thauvin sept minutes plus tard. Le score s'alourdit trois minutes après sur une contre-attaque marseillaise au terme de laquelle Payet sert Mítroglou,. Jérémy Sorbon relève que la « malchance du dernier » ne doit plus être une excuse à partir de la sixième journée où le calendrier devient plus favorable.
La rencontre suivante contre Bordeaux oppose les deux derniers du classement et marque le retour de l'ancien capitaine et meilleur buteur de l'EAG, Jimmy Briand, après l'épisode de son départ avorté vers Montréal, bien qu'il ne fasse finalement pas partie du déplacement. Après avoir subi toute la première période, Bordeaux se montre plus incisif et ouvre le score par Kamano à la 53e minute. Après vingt minutes difficiles, Marcus Thuram est bousculé dans la surface de réparation et transforme lui-même un pénalty inespéré pour revenir à hauteur (1-1, 70e). L'En Avant pousse de toutes ses forces pour arracher la victoire, mais craque en toute fin de rencontre sur deux contres. Malgré une banderole demandant la démission d'Antoine Kombouaré déployée par le Kop Rouge, le président Bertrand Desplat lui renouvelle sa confiance, tout comme les joueurs. Le technicien des Rouge et Noir reconnaît que « [sa] méthode ne marche pas » et assure vouloir poursuivre le travail, observant que son équipe a « trop de lacunes défensives, [et] du mal sur la durée ».
| 1ère journée            | AS Saint-Étienne | 2 - 1   | EA Guingamp |                                                                                        |                                                                                        |
| Samedi 11 août 2018 20h | ( Diony) Khazri 45e · ( Kolodziejczak) Diony 80e | (1 - 0) | 56e (pen.) M. Thuram | Stade Geoffroy-Guichard, Saint-Étienne Spectateurs : 26 006 Arbitrage : Amaury Delerue | Stade Geoffroy-Guichard, Saint-Étienne Spectateurs : 26 006 Arbitrage : Amaury Delerue |
| Samedi 11 août 2018 20h | Diony 25e · Selnæs 54e · Ruffier 55e | Rapport | 60e Kerbrat · | Stade Geoffroy-Guichard, Saint-Étienne Spectateurs : 26 006 Arbitrage : Amaury Delerue | Stade Geoffroy-Guichard, Saint-Étienne Spectateurs : 26 006 Arbitrage : Amaury Delerue |
| Samedi 11 août 2018 20h | Ruffier – Kolodziejczak, G. Silva, Perrin, Subotić – M'Vila, Khazri, Selnæs ( 64e Dioussé), Monnet-Paquet ( 81e M. Camara) – Diony ( 90+1e Nordin), Hamouma | Équipes | Johnsson – Ikoko ( 83e C. Traoré), Rebocho, Eboa Eboa, Kerbrat – Phiri ( 61e Didot), Blas ( 86e Ngbakoto), Coco – Benezet, M. Thuram, Roux | Stade Geoffroy-Guichard, Saint-Étienne Spectateurs : 26 006 Arbitrage : Amaury Delerue | Stade Geoffroy-Guichard, Saint-Étienne Spectateurs : 26 006 Arbitrage : Amaury Delerue |

| 2e journée              | EA Guingamp | 1 - 3   | Paris Saint-Germain FC |                                                                              |                                                                              |
| Samedi 18 août 2018 17h | ( Coco) Roux 20e | (1 - 0) | 53e (pen.) Neymar · 82e Mbappé (Di María ) · 90e Mbappé (Neymar )                                                                           | Stade de Roudourou, Guingamp Spectateurs : 19 003 Arbitrage : Clément Turpin | Stade de Roudourou, Guingamp Spectateurs : 19 003 Arbitrage : Clément Turpin |
| Samedi 18 août 2018 17h | | Rapport | 19e Rabiot · | Stade de Roudourou, Guingamp Spectateurs : 19 003 Arbitrage : Clément Turpin | Stade de Roudourou, Guingamp Spectateurs : 19 003 Arbitrage : Clément Turpin |
| Samedi 18 août 2018 17h | Johnsson – Ikoko, Rebocho, Eboa Eboa, Kerbrat – Blas, Didot ( 80e Sorbon) – Benezet ( 66e Rodelin), M. Thuram ( 75e Salibur), Coco, Roux | Équipes | Buffon – T. Silva, Marquinhos, Meunier, Dagba – Di María, Nkunku ( 74e Diaby), Rabiot, Bernede ( 80e Lo Celso) – Neymar, Weah ( 46e Mbappé) | Stade de Roudourou, Guingamp Spectateurs : 19 003 Arbitrage : Clément Turpin | Stade de Roudourou, Guingamp Spectateurs : 19 003 Arbitrage : Clément Turpin |

| 3e journée                | Lille OSC | 3 - 0   | EA Guingamp |                                                                                     |                                                                                     |
| Dimanche 26 août 2018 15h | ( Pépé) Xeka 7e · J. Bamba 10e · ( Pépé) J. Bamba 73e                                                                                     | (2 - 0) | | Stade Pierre-Mauroy, Villeneuve-d'Ascq Spectateurs : 27 230 Arbitrage : Johan Hamel | Stade Pierre-Mauroy, Villeneuve-d'Ascq Spectateurs : 27 230 Arbitrage : Johan Hamel |
| Dimanche 26 août 2018 15h | Soumaoro 63e · Fonte 84e | Rapport | 49e C. Traoré · 81e Kerbrat · | Stade Pierre-Mauroy, Villeneuve-d'Ascq Spectateurs : 27 230 Arbitrage : Johan Hamel | Stade Pierre-Mauroy, Villeneuve-d'Ascq Spectateurs : 27 230 Arbitrage : Johan Hamel |
| Dimanche 26 août 2018 15h | Maignan – Soumaoro, Fonte, Çelik, Ballo-Touré – Xeka, J. Bamba, T. Mendes ( 85e Araújo) – Ikoné ( 61e T. Maia), Mothiba ( 75e Rémy), Pépé | Équipes | Johnsson – Rebocho, Eboa Eboa, C. Traoré, Kerbrat – Deaux ( 69e Blas), Didot, Coco ( 85e Ikoko) – M. Thuram, Rodelin, Roux ( 68e Benezet) | Stade Pierre-Mauroy, Villeneuve-d'Ascq Spectateurs : 27 230 Arbitrage : Johan Hamel | Stade Pierre-Mauroy, Villeneuve-d'Ascq Spectateurs : 27 230 Arbitrage : Johan Hamel |

| 4e journée                    | EA Guingamp | 1 - 2   | Toulouse FC |                                                                          |                                                                          |
| Samedi 1er septembre 2018 20h | ( Benezet) M. Thuram 45e | (1 - 2) | 2e Gradel (García ) · 12e Sangaré | Stade de Roudourou, Guingamp Spectateurs : 12 327 Arbitrage : Karim Abed | Stade de Roudourou, Guingamp Spectateurs : 12 327 Arbitrage : Karim Abed |
| Samedi 1er septembre 2018 20h | Eboa Eboa 38e · Deaux 54e · Didot 84e | Rapport | 17e, 26e Todibo · | Stade de Roudourou, Guingamp Spectateurs : 12 327 Arbitrage : Karim Abed | Stade de Roudourou, Guingamp Spectateurs : 12 327 Arbitrage : Karim Abed |
| Samedi 1er septembre 2018 20h | Johnsson – Rebocho, Sorbon, Eboa Eboa, C. Traoré – Blas, Deaux ( 75e Didot) – Benezet, M. Thuram ( 69e Ngbakoto), Rodelin ( 80e Coco), Roux | Équipes | Reynet – Amian, Jullien, I. Sylla, Todibo – Sangaré, Durmaz ( 46e Fortes), García ( 66e Cahuzac) – Gradel, Leya Iseka, Dossevi ( 72e Sanogo) | Stade de Roudourou, Guingamp Spectateurs : 12 327 Arbitrage : Karim Abed | Stade de Roudourou, Guingamp Spectateurs : 12 327 Arbitrage : Karim Abed |

| 5e journée                     | Olympique de Marseille | 4 - 0   | EA Guingamp |                                                                             |                                                                             |
| Dimanche 16 septembre 2018 21h | Thauvin 57e · Payet 73e · ( Strootman) Thauvin 80e · ( Payet) Mítroglou 83e                                                                | (0 - 0) | | Orange Vélodrome, Marseille Spectateurs : 50 450 Arbitrage : Amaury Delerue | Orange Vélodrome, Marseille Spectateurs : 50 450 Arbitrage : Amaury Delerue |
| Dimanche 16 septembre 2018 21h | Ocampos 32e | Rapport | 54e Eboa Eboa · | Orange Vélodrome, Marseille Spectateurs : 50 450 Arbitrage : Amaury Delerue | Orange Vélodrome, Marseille Spectateurs : 50 450 Arbitrage : Amaury Delerue |
| Dimanche 16 septembre 2018 21h | Pelé – Sakai, Amavi, Rami – Ocampos ( 46e M. Lopez), Sanson, Strootman, Gustavo – Payet ( 84e Radonjić), Mítroglou, Thauvin ( 88e Germain) | Équipes | Johnsson – Ikoko, Sorbon, Eboa Eboa, Kerbrat – Phiri, G. Fofana, Didot ( 67e Coco) – Benezet ( 81e Blas), M. Thuram, Roux | Orange Vélodrome, Marseille Spectateurs : 50 450 Arbitrage : Amaury Delerue | Orange Vélodrome, Marseille Spectateurs : 50 450 Arbitrage : Amaury Delerue |

| 6e journée                     | EA Guingamp | 1 - 3   | FC Girondins de Bordeaux |                                                                               |                                                                               |
| Dimanche 23 septembre 2018 17h | M. Thuram 70e (pen.) | (0 - 0) | 53e Kamano (Sankharé ) · 80e Karamoh (Cornelius ) · 90+5e De Préville (Koundé )                                                  | Stade de Roudourou, Guingamp Spectateurs : 14 772 Arbitrage : Frank Schneider | Stade de Roudourou, Guingamp Spectateurs : 14 772 Arbitrage : Frank Schneider |
| Dimanche 23 septembre 2018 17h | Phiri 56e | Rapport | 18e Sankharé · 58e Lerager · 67e Sabaly · 68e Pablo ·                                                                            | Stade de Roudourou, Guingamp Spectateurs : 14 772 Arbitrage : Frank Schneider | Stade de Roudourou, Guingamp Spectateurs : 14 772 Arbitrage : Frank Schneider |
| Dimanche 23 septembre 2018 17h | Johnsson – Ikoko, Rebocho, Sorbon, Kerbrat – Phiri ( 59e Benezet), G. Fofana, Didot – M. Thuram, Coco ( 84e Ngbakoto), Roux ( 76e Julan) | Équipes | Costil – Palencia, Koundé, Sabaly, Pablo – Otávio, Sankharé, Lerager – Cornelius, Kalu ( 76e Karamoh), Kamano ( 90e De Préville) | Stade de Roudourou, Guingamp Spectateurs : 14 772 Arbitrage : Frank Schneider | Stade de Roudourou, Guingamp Spectateurs : 14 772 Arbitrage : Frank Schneider |

#### Journées 7 à 13: une lanterne rouge combative avant une lourde rechute
Sur le terrain du promu nîmois, qui fait forte impression, Antoine Kombouaré choisit de densifier sa défense centrale en alignant un 5-3-2 ainsi qu'un duo en attaque composé de Thuram et Benezet. Bozok fait une première incursion dans la surface guingampaise, déséquilibré après un contact avec Kerbrat mais logiquement non sanctionné grâce à l'appui du VAR (18e). Juste avant la pause, Thuram se rend coupable d'un ceinturage sur un corner valant un pénalty tiré par Bozok. Karl-Johan Johnsson pris à contre-pied, c'est le poteau qui repousse la balle (45e+3). La deuxième mi-temps voit les deux équipes se neutraliser, et L'En Avant remporte ainsi le premier point de sa saison. La seule fausse note vient de la sortie sur civière de Marcus Thuram à la 67e minute,.
Pour son troisième match en sept jours, l'EAG se présente de nouveau avec une défense à cinq. Thuram laissé au repos, c'est Nolan Roux qui est aligné à la pointe de l'attaque. Il sort cependant sur blessure et est remplacé par Julan dès la 28e minute. Sur un contre mené par Ludovic Blas, son centre à mi-hauteur fait hésiter Butelle dont la sortie hasardeuse permet à Nicolas Benezet d'inscrire son premier but de la saison (45e+2). La seconde mi-temps est marquée par plusieurs occasions des Rouge et Noir qui ne parviennent pas à faire le break mais conservent leur avantage. La solidité des défenseurs est récompensée, outre le retour en tant que titulaire du précieux et expérimenté Jérémy Sorbon, par la présence dans l'équipe-type de la huitième journée de Jordan Ikoko et Christophe Kerbrat. La première victoire de la saison est largement fêtée par les Guingampais, qui s'étaient réunis en début de semaine sous l'impulsion saluée de Lucas Deaux. En marge de la rencontre, un bus de supporters de l'EAG a été caillassé alors qu'il repartait d'Angers. Cela fait suite à des échauffourées qui se multiplient entre les deux clubs.

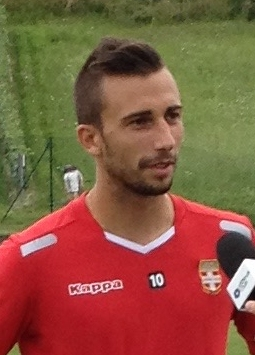
Nicolas Benezet est précieux durant l'absence de Marcus Thuram et inscrit trois buts en quatre matchs pour permettre à l'EAG d'engranger ses premiers points.

Avant la neuvième journée, la blessure de Nolan Roux est jugée préoccupante et une longue absence est envisagée pour l'attaquant, touché aux quadriceps. Marcus Thuram s'entraîne cependant normalement et Ronny Rodelin est quant à lui en reprise,. Le match commence par l'expulsion de Marcus Thuram dès la septième minute, à la suite d'un mauvais geste sur Congré. Les visiteurs, sans être dominateurs, se montrent les plus dangereux et ouvrent le score sur une reprise de volée de Delort (0-1, 30e). La rencontre est relancée à la 38e minute par l'exclusion de Mollet pour deux cartons jaunes successifs. À 10 contre 10, les Guingampais ne se montrent dangereux que par le jeune Julan qui lance Lucas Deaux dont le centre est repris par Nicolas Benezet (1-1, 64e). Kalle Johnsson protège ce point du match nul avec un arrêt décisif devant Škuletić en toute fin de match. Antoine Kombouaré ne conteste pas l'exclusion de Thuram mais souhaite qu'il en tire parti pour son expérience.
À la suite de son carton rouge, Marcus Thuram se voit infliger une suspension de quatre rencontres par la commission de discipline. Félix Eboa Eboa (pour avoir reçu trois avertissements en dix rencontres de championnat) et Christophe Kerbrat (pour révocation du sursis lié à son expulsion face à Lille) sont aussi suspendus pour la dixième journée. Franck Tabanou et Djegui Koita (en) sont alors titularisés pour la première fois de la saison dans la défense à cinq bretonne, qui se révèle toujours aussi solide. Mais la rencontre se conclut sur un 0-0 avec un faible nombre d'occasions de part et d'autre.
Avec une forte volonté d'accrocher sa première victoire à domicile de la saison, l'En Avant est lancé très tôt par le retour de Ronny Rodelin, servant Étienne Didot qui centre pour l'indispensable Nicolas Benezet (1-0, 6e), d'ailleurs inclus dans l'équipe-type de la journée. Avec une assise défensive sûre, ce n'est que sur l'une des rares occasions strasbourgeoises que Franck Tabanou se rend coupable d'une main dans sa surface de réparation à la 77e minute, mais le pénalty est arrêté par Kalle Johnsson. Zohi parvient cependant à tromper la vigilance guimgampaise après une première parade de Johnsson sur sa ligne, pour ramener son équipe à 1-1.
Privés de Ronny Rodelin, blessé, les Guingampais se déplacent à Nantes avec l'espoir de conserver leur série d'invincibilité. La première mi-temps est solide, mais une légère faute dans la surface de Cheick Traoré offre à Sala l'occasion d'ouvrir le score (1-0, 43e). L'EAG subit tout au long de la seconde période et la défense craque quatre fois entre les 63e et 84e minutes. Antoine Kombouaré regrette l'absence de « révolte » de ses joueurs, et même s'il concède que cela ne leur fait pas perdre le match, avoue ressentir un « sentiment d'injustice » après le pénalty accordé aux Nantais.
Dans un premier temps, cette lourde défaite ne semble pas ébranler la direction du club, puisque Kombouaré se voit conforter par son président le soir même. Cependant, deux jours plus tard, son limogeage est annoncé par Bertrand Desplat, qui aurait peu apprécié la décision de son entraîneur de ne pas rentrer avec les joueurs après le match, et alors que nombre d'acteurs du club regrettaient le soutien qu'il lui accordait jusqu'à présent.
C'est ainsi que Guingamp reçoit Lyon pour la treizième journée, avec un duo d'entraîneurs intérimaires sur le banc et en attendant l'arrivée de Gourvennec le lundi suivant cette rencontre. Le président Desplat qualifie cette rencontre de « match du rachat » après la déconvenue à Nantes. Le retour sur le terrain de Marcus Thuram se fait sentir et le jeune attaquant parvient dès la 21e minute à trouver le cadre sur un centre de Rebocho. Au retour des vestiaires, Depay est intenable : auteur de deux buts (aux 67 puis 73e minutes) et deux passes décisives (aux 63 puis 84e minutes) en seulement vingt minutes. Un pénalty transformé par Thuram a redonné un temps espoir aux siens (2-3, 79e),.
| 7e journée                     | Nîmes Olympique | 0 - 0   | EA Guingamp |                                                                           |                                                                           |
| Mercredi 26 septembre 2018 19h | | (0 - 0) | | Stade des Costières, Nîmes Spectateurs : 13 415 Arbitrage : Benoît Millot | Stade des Costières, Nîmes Spectateurs : 13 415 Arbitrage : Benoît Millot |
| Mercredi 26 septembre 2018 19h | Landre 67e · Paquiez 81e · Diallo 87e | Rapport | 32e Eboa Eboa · 45+2e M. Thuram · 58e Kerbrat ·                                                                             | Stade des Costières, Nîmes Spectateurs : 13 415 Arbitrage : Benoît Millot | Stade des Costières, Nîmes Spectateurs : 13 415 Arbitrage : Benoît Millot |
| Mercredi 26 septembre 2018 19h | Bernardoni – Diallo, Landre, Paquiez, Miguel, Lybohy – Bouanga ( 90+3e Valls), Bobichon – Bozok ( 83e Depres), Ripart ( 70e Thioub), Guillaume | Équipes | Johnsson – Rebocho, Sorbon, Eboa Eboa, C. Traoré, Kerbrat – Blas ( 84e Roux), Deaux, Didot – Benezet, M. Thuram ( 70e Coco) | Stade des Costières, Nîmes Spectateurs : 13 415 Arbitrage : Benoît Millot | Stade des Costières, Nîmes Spectateurs : 13 415 Arbitrage : Benoît Millot |

| 8e journée                   | Angers SCO | 0 - 1   | EA Guingamp |                                                                              |                                                                              |
| Samedi 29 septembre 2018 20h | | (0 - 1) | 45+2e Benezet (Blas ) | Stade Raymond-Kopa, Angers Spectateurs : 9 483 Arbitrage : Nicolas Rainville | Stade Raymond-Kopa, Angers Spectateurs : 9 483 Arbitrage : Nicolas Rainville |
| Samedi 29 septembre 2018 20h | Bahoken 6e · Thomas 27e · A. Bamba 41e | Rapport | 38e Benezet · 51e Rebocho · 60e Julan ·                                                                                              | Stade Raymond-Kopa, Angers Spectateurs : 9 483 Arbitrage : Nicolas Rainville | Stade Raymond-Kopa, Angers Spectateurs : 9 483 Arbitrage : Nicolas Rainville |
| Samedi 29 septembre 2018 20h | Butelle – I. Traoré, Thomas, A. Bamba ( 56e Capelle), Manceau – Pajot ( 62e Kanga), Ndoye, Santamaria ( 73e Mangani), Tait, Reine-Adélaïde – Bahoken | Équipes | Johnsson – Ikoko, Rebocho, Sorbon, Eboa Eboa, Kerbrat – Blas ( 88e Coco), Deaux, Didot ( 83e G. Fofana) – Benezet, Roux ( 28e Julan) | Stade Raymond-Kopa, Angers Spectateurs : 9 483 Arbitrage : Nicolas Rainville | Stade Raymond-Kopa, Angers Spectateurs : 9 483 Arbitrage : Nicolas Rainville |

| 9e journée                | EA Guingamp | 1 - 1   | Montpellier Hérault SC |                                                                             |                                                                             |
| Samedi 6 octobre 2018 20h | ( Deaux) Benezet 64e | (0 - 1) | 30e Delort (Aguilar ) | Stade de Roudourou, Guingamp Spectateurs : 13 643 Arbitrage : Jérémy Stinat | Stade de Roudourou, Guingamp Spectateurs : 13 643 Arbitrage : Jérémy Stinat |
| Samedi 6 octobre 2018 20h | M. Thuram 7e | Rapport | 31e Oyongo · 39e, 39e Mollet ·                                                                                                 | Stade de Roudourou, Guingamp Spectateurs : 13 643 Arbitrage : Jérémy Stinat | Stade de Roudourou, Guingamp Spectateurs : 13 643 Arbitrage : Jérémy Stinat |
| Samedi 6 octobre 2018 20h | Johnsson – Ikoko, Rebocho, Sorbon ( 63e Ngbakoto), Eboa Eboa, Kerbrat – Blas ( 36e Nathaël Julan), Deaux ( 79e G. Fofana), Didot – Benezet, M. Thuram | Équipes | Lecomte – Aguilar, Congré, P. Mendes, Le Tallec ( 83e Lasne), Cozza – Oyongo, Skhiri, Mollet – Laborde, Delort ( 78e Škuletić) | Stade de Roudourou, Guingamp Spectateurs : 13 643 Arbitrage : Jérémy Stinat | Stade de Roudourou, Guingamp Spectateurs : 13 643 Arbitrage : Jérémy Stinat |

| 10e journée                | Stade Malherbe Caen | 0 - 0   | EA Guingamp |                                                                                |                                                                                |
| Samedi 20 octobre 2018 20h | | (0 - 0) | | Stade Michel-d'Ornano, Caen Spectateurs : 16 009 Arbitrage : Hakim Ben El Hadj | Stade Michel-d'Ornano, Caen Spectateurs : 16 009 Arbitrage : Hakim Ben El Hadj |
| Samedi 20 octobre 2018 20h | Rapport |         | | Stade Michel-d'Ornano, Caen Spectateurs : 16 009 Arbitrage : Hakim Ben El Hadj | Stade Michel-d'Ornano, Caen Spectateurs : 16 009 Arbitrage : Hakim Ben El Hadj |
| Samedi 20 octobre 2018 20h | Samba – Baysse, Gradit ( 77e Armougom), Guilbert, Djiku – Oniangue – Khaoui ( 60e Ninga), Peeters ( 60e Deminguet) – Beauvue, Bammou, Crivelli | Équipes | Johnsson – Ikoko, Koita (en), Rebocho, Sorbon, Tabanou – Blas, G. Fofana ( 81e Phiri), Didot – Benezet, Julan ( 75e Rodelin) | Stade Michel-d'Ornano, Caen Spectateurs : 16 009 Arbitrage : Hakim Ben El Hadj | Stade Michel-d'Ornano, Caen Spectateurs : 16 009 Arbitrage : Hakim Ben El Hadj |

| 11e journée                | EA Guingamp | 1 - 1   | RC Strasbourg Alsace |                                                                             |                                                                             |
| Samedi 27 octobre 2018 20h | ( Didot) Benezet 6e | (1 - 0) | 88e Zohi | Stade de Roudourou, Guingamp Spectateurs : 13 643 Arbitrage : Willy Delajod | Stade de Roudourou, Guingamp Spectateurs : 13 643 Arbitrage : Willy Delajod |
| Samedi 27 octobre 2018 20h | G. Fofana 71e | Rapport | 49e N. Da Costa · | Stade de Roudourou, Guingamp Spectateurs : 13 643 Arbitrage : Willy Delajod | Stade de Roudourou, Guingamp Spectateurs : 13 643 Arbitrage : Willy Delajod |
| Samedi 27 octobre 2018 20h | Johnsson – Ikoko, Rebocho, Sorbon, Tabanou, Kerbrat ( 7e Koita (en)) – Blas, Didot – Benezet, Julan ( 69e G. Fofana), Rodelin ( 86e Coco) | Équipes | Sels – Martinez ( 74e Zohi), L. Koné, Mitrović, Carole, Lala – J. Martin, Sissoko, Thomasson ( 61e Corgnet) – Mothiba, N. Da Costa ( 89e Zemzemi) | Stade de Roudourou, Guingamp Spectateurs : 13 643 Arbitrage : Willy Delajod | Stade de Roudourou, Guingamp Spectateurs : 13 643 Arbitrage : Willy Delajod |

| 12e journée                  | FC Nantes | 5 - 0   | EA Guingamp |                                                                                                 |                                                                                                 |
| Dimanche 4 novembre 2018 15h | Sala 43e (pen.) · Rongier 63e · Touré 70e · ( Boschilia) Girotto 78e · Sala 84e                                                                 | (1 - 0) | | Stade de La Beaujoire - Louis Fonteneau, Nantes Spectateurs : 25 753 Arbitrage : Jérôme Brisard | Stade de La Beaujoire - Louis Fonteneau, Nantes Spectateurs : 25 753 Arbitrage : Jérôme Brisard |
| Dimanche 4 novembre 2018 15h | | Rapport | 32e Blas · 41e C. Traoré ·                                                                                                   | Stade de La Beaujoire - Louis Fonteneau, Nantes Spectateurs : 25 753 Arbitrage : Jérôme Brisard | Stade de La Beaujoire - Louis Fonteneau, Nantes Spectateurs : 25 753 Arbitrage : Jérôme Brisard |
| Dimanche 4 novembre 2018 15h | Tătărușanu – D. Carlos, Pallois, Lima, Kwateng – Boschilia ( 78e Waris), Touré, Girotto ( 81e Krhin), Limbombe, Rongier – Sala ( 85e Coulibaly) | Équipes | Johnsson – Ikoko, Sorbon, Eboa Eboa, C. Traoré, Kerbrat – Blas, G. Fofana ( 66e Julan), Didot, Coco ( 85e Phaëton) – Benezet | Stade de La Beaujoire - Louis Fonteneau, Nantes Spectateurs : 25 753 Arbitrage : Jérôme Brisard | Stade de La Beaujoire - Louis Fonteneau, Nantes Spectateurs : 25 753 Arbitrage : Jérôme Brisard |

| 13e journée                 | EA Guingamp | 2 - 4   | Olympique lyonnais |                                                                             |                                                                             |
| Samedi 10 novembre 2018 17h | ( Rebocho) M. Thuram 22e · M. Thuram 78e (pen.)                                                                                          | (1 - 0) | 63e Aouar (Memphis ) · 67e Memphis (Aouar ) · 73e Memphis · 84e Cornet (Memphis )                                                           | Stade de Roudourou, Guingamp Spectateurs : 14 171 Arbitrage : Mikael Lesage | Stade de Roudourou, Guingamp Spectateurs : 14 171 Arbitrage : Mikael Lesage |
| Samedi 10 novembre 2018 17h | Blas 69e | Rapport | 75e Memphis · 77e Morel · | Stade de Roudourou, Guingamp Spectateurs : 14 171 Arbitrage : Mikael Lesage | Stade de Roudourou, Guingamp Spectateurs : 14 171 Arbitrage : Mikael Lesage |
| Samedi 10 novembre 2018 17h | Johnsson – Ikoko, Rebocho, Sorbon, Kerbrat – Blas ( 71e Julan), Deaux ( 10e G. Fofana), Didot – Benezet, M. Thuram, Coco ( 85e Ngbakoto) | Équipes | A. Lopes – Denayer, Marcelo, Morel, F. Mendy, Tete ( 76e Rafael) – Aouar, Ndombele ( 57e Terrier), Tousart – Dembélé ( 83e Cornet), Memphis | Stade de Roudourou, Guingamp Spectateurs : 14 171 Arbitrage : Mikael Lesage | Stade de Roudourou, Guingamp Spectateurs : 14 171 Arbitrage : Mikael Lesage |

#### Journées 14 à 19: retour de Jocelyn Gourvennec sur le banc et échecs face aux adversaires directs

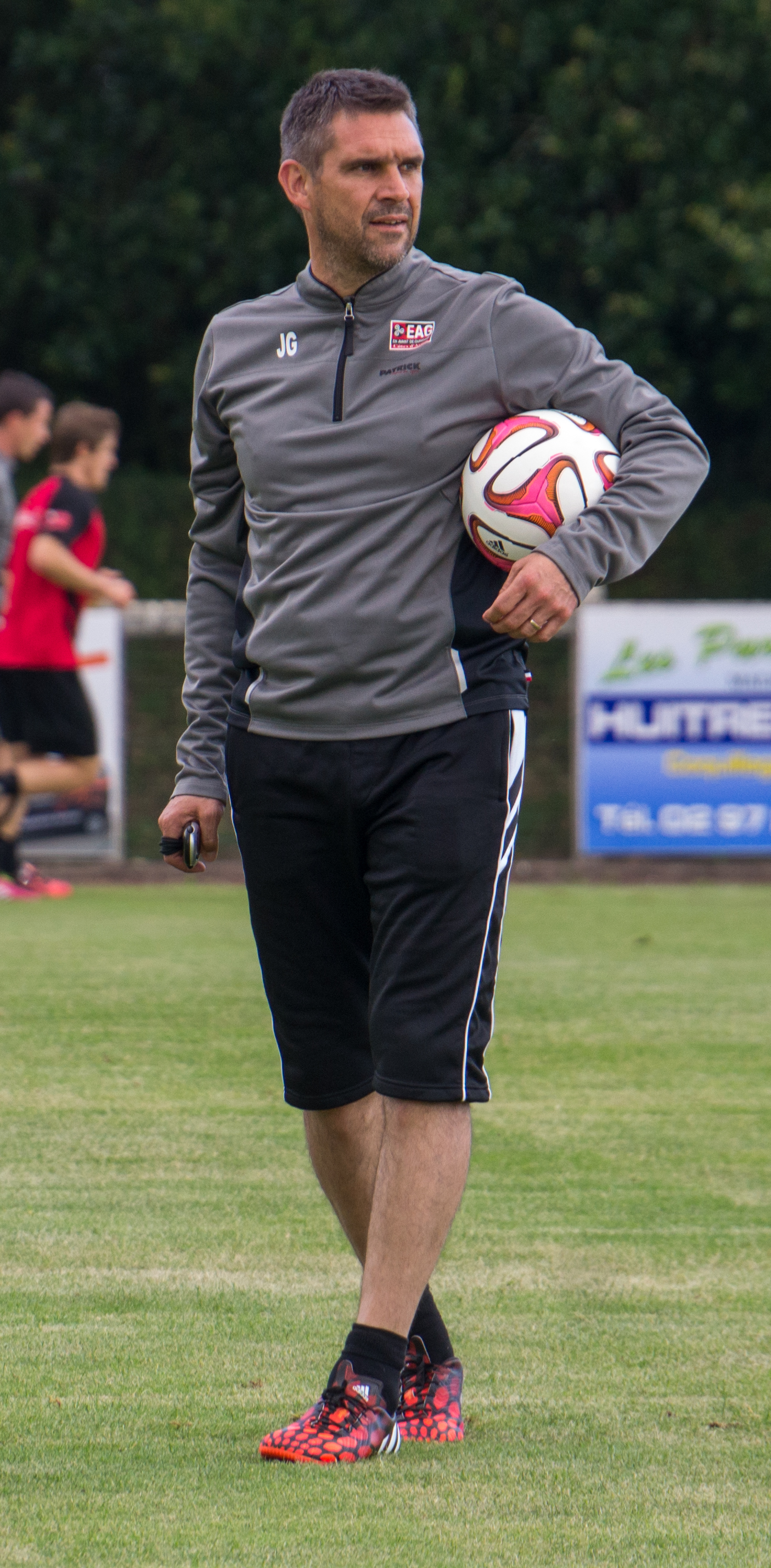
Jocelyn Gourvennec est de nouveau l'entraîneur de l'EAG.

Pour son retour sur le banc guingampais et après deux semaines de trêve internationale, Jocelyn Gourvennec doit se passer de quatre joueurs majeurs : Lucas Deaux indisponible jusqu'en janvier, Ronny Rodelin et Nolan Roux encore en phase de reprise, et Ludovic Blas touché à son tour, alors qu'En Avant se rend sur la pelouse du promu rémois. Un « attentisme coupable » et le manque de vigilance des Bretons sont sanctionnés par Chavalerin après deux minutes de jeu (1-0). Malgré la maîtrise du jeu et plusieurs occasions, les Guingampais restent toujours aussi inefficaces. Les Rémois profitent d'un nouveau contre pour doubler la mise à la 68e minute (2-0). Mais sans baisser les bras, Marcus Thuram convertit douze minutes plus tard un pénalty obtenu par Lebogang Phiri qui récompense « l'union » dans l'effort affichée par le groupe, qui concède tout de même la défaite.
Après avoir un temps été menacée d'une action de blocage en lien avec le mouvement des Gilets jaunes, la rencontre de la quinzième journée contre l'OGC Nice se déroule bel et bien, sur fond d'hommage rendu à la jeune Océane Rogon, joueuse du centre de formation de l'EAG décédée au début de la semaine. Le match est survolé par le gardien niçois, Benítez, qui multiplie les arrêts en un contre un. Kalle Johnsson est lui aussi mis à l'épreuve dans les dix dernières minutes mais préserve sa cage, permettant à l'En Avant de récolter le point du match nul.
Quatre jours plus tard, l'EAG commence une série de rencontres cruciales face à des concurrents directs pour le maintien, en commençant par un déplacement chez les Dijonnais classés 17e, puis trois jours plus tard par la réception d'Amiens, classé 18e avant la seizième journée. Remontés, les visiteurs multiplient les occasions en début de match, mais la première opportunité dijonnaise est la bonne, par l'intermédiaire de Jeannot d'une frappe décroisée (1-0, 14e). Au retour des vestiaires, les Bretons reprennent la possession et provoquent un grand nombre de fautes, jusqu'à l'exclusion de Lautoa à la 71e minute. Poursuivant ses efforts, l'EAG parvient à égaliser par Marcus Coco à la suite d'un nouveau centre de Pedro Rebocho (1-1, 79e). Mais les Costarmoricains sombrent en fin de match lorsque Kalle Johnsson commet une faute de main sur une frappe lointaine et peu dangereuse (2-1, 86e), provoquant l'incompréhension du gardien et de son entraîneur.
Déterminés à remporter leur première victoire à domicile de la saison à l'occasion de la réception d'Amiens, les Costarmoricains se montrent très entreprenants dans une première mi-temps qu'ils dominent nettement. Mais comme lors de la rencontre précédente, les Guingampais concèdent l'ouverture du score après s'être créé bon nombre d'occasions, à la 63e minute. Et si Étienne Didot ravive l'espoir d'une frappe lointaine pour égaliser (1-1, 70e), la défense craque une nouvelle fois dix minutes plus tard. A ce scénario déjà cruel s'ajoute le carton rouge reçu par Thuram en toute fin de rencontre pour un pied haut. Cette semaine qui se termine sur une nouvelle défaite, alors que six points étaient à la portée de l'EAG, déçoit forcément l'entraîneur Jocelyn Gourvennec, qui attend maintenant de ses joueurs plus de justesse.
La rencontre de la dix-huitième journée contre le Stade rennais est annulée en prévision de la mobilisation des forces de l'ordre à l'occasion de la poursuite du mouvement des Gilets jaunes et à la suite de l'attentat du 11 décembre à Strasbourg. Elle est reportée à mi-janvier, entre les vingtième et vingt-et-unième journées.
L'année 2018 se termine par un déplacement à Monaco, surprenant avant-dernier du championnat. Il s'agit de la première rencontre avec un groupe complet pour Guingamp, comptant notamment le retour de Nolan Roux. De plus, à la suite de ses excellentes performances en Coupe de la Ligue, Marc-Aurèle Caillard se voit titulariser pour la première fois en Ligue 1, à la place de Karl-Johan Johnsson. Le portier breton se montre décisif dès l'entame, alors que par la suite, c'est Guingamp qui fait le jeu. Mais il faut attendre la 68e minute pour voir l'ouverture du score récompensant les efforts de l'EAG, par Marcus Thuram, bien servi dans la profondeur par Ludovic Blas. Ce dernier décale ensuite à l'occasion d'un une-deux Nolan Roux, auteur de l'interception initiale devant sa surface, pour porter la marque à 2-0. La recrue phare du mercato estival, entrée en jeu en cours de match, est saluée par l'entraineur qui apprécie le nouveau danger offensif apporté par ses joueurs,.
| 14e journée                 | Stade de Reims | 2 - 1   | EA Guingamp |                                                                           |                                                                           |
| Samedi 24 novembre 2018 20h | ( Chavarría) Chavalerin 2e · ( Chavarría) Dia 68e                                                                          | (1 - 0) | 81e (pen.) M. Thuram | Stade Auguste-Delaune, Reims Spectateurs : 10 028 Arbitrage : Johan Hamel | Stade Auguste-Delaune, Reims Spectateurs : 10 028 Arbitrage : Johan Hamel |
| Samedi 24 novembre 2018 20h | Romao 22e | Rapport | 10e Ikoko · 34e M. Thuram · 65e Rebocho · 85e Sorbon ·                                                                     | Stade Auguste-Delaune, Reims Spectateurs : 10 028 Arbitrage : Johan Hamel | Stade Auguste-Delaune, Reims Spectateurs : 10 028 Arbitrage : Johan Hamel |
| Samedi 24 novembre 2018 20h | É. Mendy – Konan, Abdelhamid, Cafaro, Foket – Engels, Romao, Chavalerin, Doumbia ( 87e Ndom) – Chavarría, Oudin ( 66e Dia) | Équipes | Johnsson – Ikoko, Rebocho, Sorbon, Kerbrat – Phiri, Didot, Coco – Benezet ( 66e Ngbakoto), M. Thuram, Julan ( 74e Phaëton) | Stade Auguste-Delaune, Reims Spectateurs : 10 028 Arbitrage : Johan Hamel | Stade Auguste-Delaune, Reims Spectateurs : 10 028 Arbitrage : Johan Hamel |

| 15e journée                  | EA Guingamp | 0 - 0   | OGC Nice |                                                                            |                                                                            |
| Samedi 1er décembre 2018 20h | | (0 - 0) | | Stade de Roudourou, Guingamp Spectateurs : 12 671 Arbitrage : Ruddy Buquet | Stade de Roudourou, Guingamp Spectateurs : 12 671 Arbitrage : Ruddy Buquet |
| Samedi 1er décembre 2018 20h | Kerbrat 73e | Rapport | 7e Boscagli · | Stade de Roudourou, Guingamp Spectateurs : 12 671 Arbitrage : Ruddy Buquet | Stade de Roudourou, Guingamp Spectateurs : 12 671 Arbitrage : Ruddy Buquet |
| Samedi 1er décembre 2018 20h | Johnsson – Rebocho, Sorbon, Eboa Eboa, Kerbrat – Blas, Didot – M. Thuram, Ngbakoto ( 86e Benezet), Rodelin ( 75e Julan), Coco ( 80e C. Traoré) | Équipes | Benítez – Atal, M. Sarr, Boscagli, Hérelle, Dante – Tameze ( 57e Makengo), Saint-Maximin ( 46e Ganago), Lees-Melou, Cyprien – Balotelli ( 75e Srarfi) | Stade de Roudourou, Guingamp Spectateurs : 12 671 Arbitrage : Ruddy Buquet | Stade de Roudourou, Guingamp Spectateurs : 12 671 Arbitrage : Ruddy Buquet |

| 16e journée                  | Dijon FCO | 2 - 1   | EA Guingamp |                                                                            |                                                                            |
| Mercredi 5 décembre 2018 19h | ( Haddadi) Jeannot 14e · Haddadi 86e | (1 - 0) | 79e Coco (Rebocho ) | Stade Gaston-Gérard, Dijon Spectateurs : 11 711 Arbitrage : Thomas Léonard | Stade Gaston-Gérard, Dijon Spectateurs : 11 711 Arbitrage : Thomas Léonard |
| Mercredi 5 décembre 2018 19h | Rosier 18e · Tavarès 45+2e · Lautoa 59e, 71e · Haddadi 81e · Abeid 89e                                                                     | Rapport | 43e Rebocho · | Stade Gaston-Gérard, Dijon Spectateurs : 11 711 Arbitrage : Thomas Léonard | Stade Gaston-Gérard, Dijon Spectateurs : 11 711 Arbitrage : Thomas Léonard |
| Mercredi 5 décembre 2018 19h | Allain – Haddadi, Yambéré, Rosier, Lautoa – Sammaritano ( 70e Saïd), Abeid, Sliti ( 90e Marié), Amalfitano – Tavares, Jeannot ( 73e Ciman) | Équipes | Johnsson – Rebocho, Sorbon, Eboa Eboa ( 87e C. Traoré), Kerbrat – Blas, Didot, Coco – Benezet ( 46e Ngbakoto), M. Thuram, Rodelin ( 65e Phaëton) | Stade Gaston-Gérard, Dijon Spectateurs : 11 711 Arbitrage : Thomas Léonard | Stade Gaston-Gérard, Dijon Spectateurs : 11 711 Arbitrage : Thomas Léonard |

| 17e journée                | EA Guingamp | 1 - 2   | Amiens SC |                                                                              |                                                                              |
| Samedi 8 décembre 2018 20h | ( M. Thuram) Didot 70e | (0 - 0) | 63e Gnahoré (Otero ) · 81e Mendoza | Stade de Roudourou, Guingamp Spectateurs : 14 089 Arbitrage : Benoît Bastien | Stade de Roudourou, Guingamp Spectateurs : 14 089 Arbitrage : Benoît Bastien |
| Samedi 8 décembre 2018 20h | Didot 31e · M. Thuram 90+5e                                                                                               | Rapport | 56e Gouano · 84e Mendoza · 90+2e El Hajjam · 90+4e Gurtner ·                                                                                 | Stade de Roudourou, Guingamp Spectateurs : 14 089 Arbitrage : Benoît Bastien | Stade de Roudourou, Guingamp Spectateurs : 14 089 Arbitrage : Benoît Bastien |
| Samedi 8 décembre 2018 20h | Johnsson – Ikoko, Rebocho, Sorbon, Kerbrat – Blas, Didot – M. Thuram, Ngbakoto ( 83e Phaëton), Rodelin ( 65e Julan), Coco | Équipes | Gurtner – Gouano, Adenon, Krafth ( 74e El Hajjam), Dibassy – Gnahoré, Monconduit, Mendoza, Blin ( 46e Lefort) – Ghoddos ( 62e Bodmer), Otero | Stade de Roudourou, Guingamp Spectateurs : 14 089 Arbitrage : Benoît Bastien | Stade de Roudourou, Guingamp Spectateurs : 14 089 Arbitrage : Benoît Bastien |

| 19e journée                 | AS Monaco FC | 0 - 2   | EA Guingamp |                                                                        |                                                                        |
| Samedi 22 décembre 2018 21h | | (0 - 0) | 68e M. Thuram (Blas ) · 75e Roux (Blas )                                                                                                   | Stade Louis-II, Monaco Spectateurs : 6 424 Arbitrage : Frank Schneider | Stade Louis-II, Monaco Spectateurs : 6 424 Arbitrage : Frank Schneider |
| Samedi 22 décembre 2018 21h | Faivre 25e · Glik 81e | Rapport | 14e Ikoko · 26e Rebocho · 78e G. Fofana · 90+2e Roux ·                                                                                     | Stade Louis-II, Monaco Spectateurs : 6 424 Arbitrage : Frank Schneider | Stade Louis-II, Monaco Spectateurs : 6 424 Arbitrage : Frank Schneider |
| Samedi 22 décembre 2018 21h | Benaglio – Glik, Badiashile, Henrichs, Biancone – Tielemans, Aït Bennasser ( 73e A. Traoré), Faivre, Diop ( 59e Grandsir) – Falcao, M. Sylla | Équipes | Caillard – Ikoko, Rebocho, Eboa Eboa, Kerbrat – Phiri, Blas ( 78e G. Fofana), Didot ( 85e Rodelin), Coco – A. Mendy ( 62e Roux), M. Thuram | Stade Louis-II, Monaco Spectateurs : 6 424 Arbitrage : Frank Schneider | Stade Louis-II, Monaco Spectateurs : 6 424 Arbitrage : Frank Schneider |

#### Journées 20 à 25: l'embellie en Coupes nationales n'est pas transformée
Après l'embellie vécue grâce aux deux Coupes nationales et un total de quatre rencontres remportées consécutivement autour des Fêtes de fin d'année, la réception de l'AS Saint-Étienne est le premier match retour. Cependant, l'entame est entachée par un but de Khazri sur un coup franc à 20 mètres plein axe dès la septième minute, hors de portée de Marc-Aurèle Caillard, de nouveau titulaire dans les buts guingampais. Peinant à mettre du rythme, les locaux prennent tout de même petit à petit le contrôle du ballon, sans parvenir à concrétiser la moindre occasion. Jocelyn Gourvennec juge que son équipe « n'[a] pas joué à son niveau », alors que ses joueurs se sont inclinés sur la seule frappe adverse.
En milieu de la semaine suivante, l'EAG reçoit le Stade rennais pour le Celtico, qui aurait dû se disputer le 16 décembre, tandis que Jocelyn Gourvennec doit se passer de ses cinq recrues, non qualifiées à la date initiale du match. Les Guingampais manquent de se faire surprendre sur coup franc dès l'entame, et après avoir résisté aux assauts rennais, se montrent plus entreprenants, jusqu'à un corner de Pedro Rebocho à la 40e minute qui trouve la tête de Félix Eboa Eboa pour l'ouverture du score. Au retour des vestiaires, Ludovic Blas donne, sur un centre, l'occasion à Lucas Deaux d'alourdir le score (2-0, 59e). Laissant alors la possession aux Rennais, ces derniers reviennent dans le match par une frappe à vingt mètres signée Niang (2-1, 86e). Caillard est sauvé par sa transversale sur une dernière tête de Sarr, signifiant la première victoire de la saison de l'EAG à domicile en championnat.
Dix jours après avoir créé l'exploit en quart de finale de la Coupe de la Ligue, Guingamp se rend de nouveau au Parc des Princes. Le suspense ne dure cependant pas longtemps puisque Neymar ouvre le score dès la 11e minute. S'ensuit ensuite un festival pour le PSG, qui voit Mbappé (37e, 45e et 80e) et Cavani (59e, 66e et 75e) inscrire chacun un triplé, Neymar un doublé (grâce à une nouvelle réalisation à la 68e) et Meunier clore la marque à la 83e minute. Alors que l'ensemble des Guingampais a été noyé sous l'intensité adverse, Jocelyn Gourvennec regrette surtout les « erreurs de débutant » et la mauvaise opération réalisée au niveau de la différence de buts.

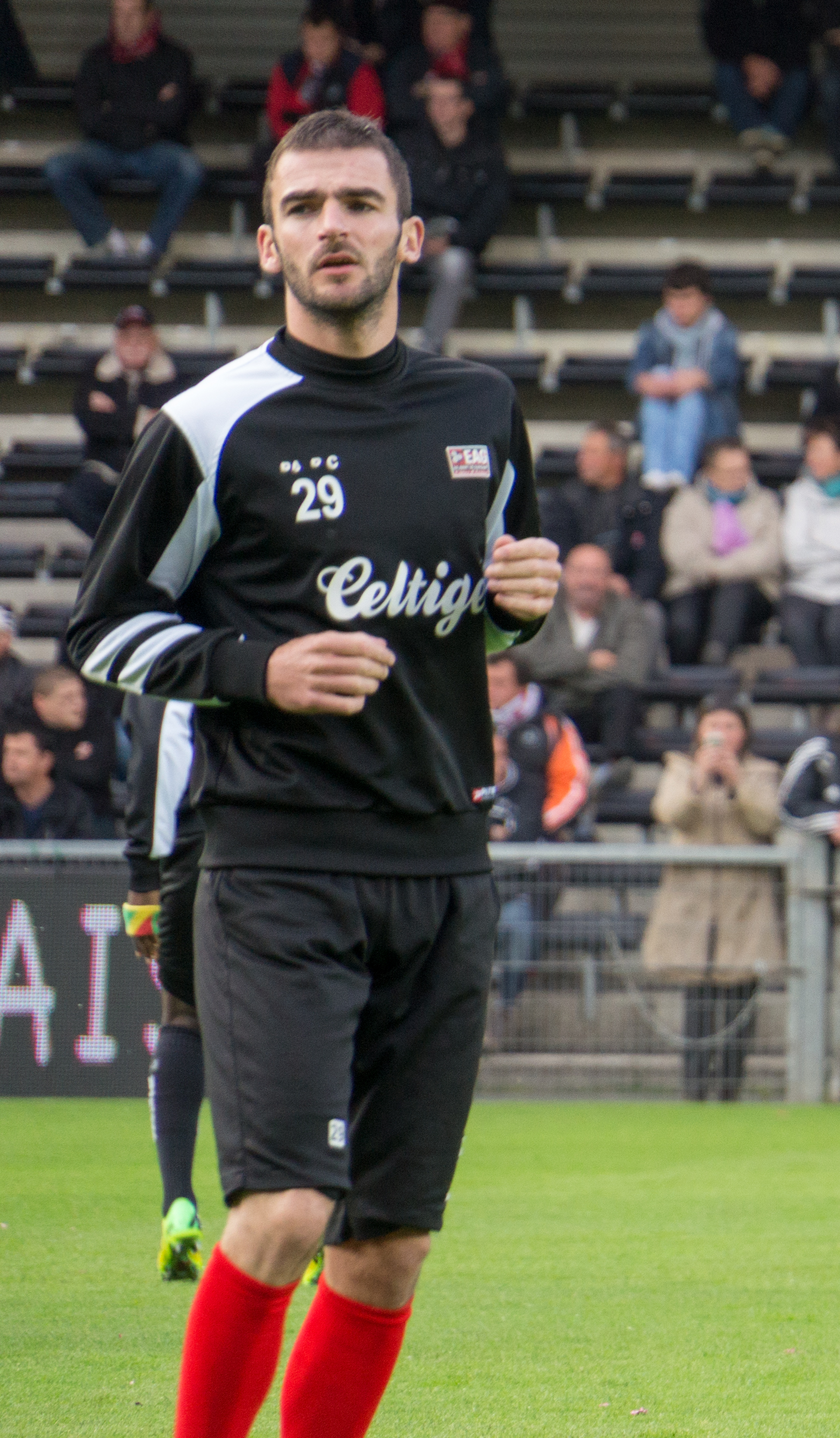
Christophe Kerbrat, capitaine en difficulté, à l'image de son équipe.

Si la victoire en Coupe de France face à Nancy devait faire oublier la claque reçue face au PSG, la réception de Reims avait pour objectif de reprendre la marche en avant en championnat. Sur une contre-attaque rondement menée, Cafaro ouvre le score sur une des rares occasions du Stade de Reims (0-1, 38e), en profitant d'erreurs inhabituelles de la part de Christophe Kerbrat,. Dominant en seconde période, l'En Avant pousse mais ne parvient pas à égaliser, alors qu'à la 59e minute Papy Djilobodji écope d'un carton rouge pour une action dangereuse sur Chavarría, très sérieusement touché. Aucun but n'est inscrit par la suite et l'EAG concède une deuxième défaite consécutive à domicile sur le score de 0-1, alors que se profile aussi la demi-finale de Coupe de la Ligue face à Monaco.
En raison de la poursuite du mouvement des Gilets jaunes, la rencontre de la vingt-troisième journée à Bordeaux est reportée au 20 février, entre les vingt-cinquième et vingt-sixième journées.
C'est donc par la réception du dauphin lillois, décalée au dimanche 17h en raison du huitième de finale de Coupe de France disputé le mercredi précédent, que Guingamp poursuit son programme. Après une première mi-temps sans grande occasion, Leão le score pour son équipe dès le retour des vestiaires, parmi une défense absente (0-1, 47e). Le sursaut des Bretons semble porter ses fruits grâce à Thuram (63e), mais son but est invalidé par le VAR pour hors-jeu. Le résultat est entendu lorsque, sur un contre, Rebocho concéde un pénalty transformé dans les arrêts de jeu (0-2, 94e).
Une semaine après s'être incliné à domicile en Coupe de France, Guingamp retrouve l'OL au Groupama Stadium. Avec un groupe remanié avant leur huitième de finale de Ligue des Champions, les locaux mettent plusieurs fois en danger Marc-Aurèle Caillard, qui ne peut que s'incliner à la 15e minute devant la frappe de Terrier à la suite d'un tir repoussé. Alors que les Rouge et Noir s'attendaient à souffir, les Lyonnais baissent de rythme et sur un centre a priori sans danger de Marcus Coco, Lopes laisse échapper le ballon en corner. Pedro Rebocho profite de l'occasion pour servir sur la tête  Félix Eboa Eboa (1-1, 21e). De nouveau décisif devant Fekir et Dubois, Caillard encaisse un second but sur une frappe enroulée de Fekir (2-1, 35e). Les Lyonnais gèrent la seconde mi-temps, et profitent des maladresses des Guingampais pour conserver le score.
Le match en retard à Bordeaux est l'occasion pour l'EAG de se relancer après un calendrier compliqué en championnat, et avant des matchs cruciaux à domicile les semaines suivantes. Après un premier quart d'heure sous pression, les Bretons sont portés par l'activité de Nicolas Benezet, mais Nolan Roux se signale une fois de plus en ratant une occasion « immanquable », à la 52e minute, seul face au but alors que Costil était au sol. Guingamp ramène ainsi un point de son déplacement, mais avec le sentiment d'une occasion manquée face au peu d'opposition rencontrée. Jocelyn Gourvennec reste positif mais reconnaît qu'« on ne peut pas avoir une occasion plus nette », au sujet du loupé de Nolan Roux, et suppose que son joueur s'est trouvé étonné de recevoir le ballon dans cette position.
| 20e journée                | EA Guingamp | 0 - 1   | AS Saint-Étienne |                                                                          |                                                                          |
| Samedi 12 janvier 2019 20h | | (0 - 1) | 7e Khazri | Stade de Roudourou, Guingamp Spectateurs : 15 342 Arbitrage : Karim Abed | Stade de Roudourou, Guingamp Spectateurs : 15 342 Arbitrage : Karim Abed |
| Samedi 12 janvier 2019 20h | | Rapport | 56e Khazri · | Stade de Roudourou, Guingamp Spectateurs : 15 342 Arbitrage : Karim Abed | Stade de Roudourou, Guingamp Spectateurs : 15 342 Arbitrage : Karim Abed |
| Samedi 12 janvier 2019 20h | Caillard – Rebocho, Larsson, Eboa Eboa, Kerbrat – Blas, Didot ( 78e Ndong), Coco ( 64e Ngbakoto) – M. Thuram, Rodelin, Roux ( 78e A. Mendy) | Équipes | Ruffier – Saliba, Kolodziejczak, G. Silva ( 69e Polomat), Perrin – M'Vila, Cabella, Selnæs, Monnet-Paquet – Diony ( 72e Hamouma), Khazri ( 83e Salibur) | Stade de Roudourou, Guingamp Spectateurs : 15 342 Arbitrage : Karim Abed | Stade de Roudourou, Guingamp Spectateurs : 15 342 Arbitrage : Karim Abed |

| 18e journée                  | EA Guingamp | 2 - 1   | Stade rennais FC |                                                                              |                                                                              |
| Mercredi 16 janvier 2019 19h | ( Rebocho) Eboa Eboa 40e · ( Blas) Deaux 59e                                                                                                | (1 - 0) | 86e Niang | Stade de Roudourou, Guingamp Spectateurs : 14 179 Arbitrage : Clément Turpin | Stade de Roudourou, Guingamp Spectateurs : 14 179 Arbitrage : Clément Turpin |
| Mercredi 16 janvier 2019 19h | Coco 3e · Blas 90+3e | Rapport | 47e H. Traoré · 81e André · 90+2e Zeffane · | Stade de Roudourou, Guingamp Spectateurs : 14 179 Arbitrage : Clément Turpin | Stade de Roudourou, Guingamp Spectateurs : 14 179 Arbitrage : Clément Turpin |
| Mercredi 16 janvier 2019 19h | Caillard – Rebocho, Eboa Eboa, C. Traoré, Kerbrat – Phiri, Blas, Deaux, Coco ( 82e Sorbon) – M. Thuram ( 89e Rodelin), Roux ( 71e Ngbakoto) | Équipes | Koubek – Da Silva, Mexer, Bensebaini ( 57e Zeffane), H. Traoré – Johansson ( 67e André), Del Castillo ( 77e Niang) – I. Sarr, Siebatcheu, Léa Siliki, Ben Arfa | Stade de Roudourou, Guingamp Spectateurs : 14 179 Arbitrage : Clément Turpin | Stade de Roudourou, Guingamp Spectateurs : 14 179 Arbitrage : Clément Turpin |

| 21e journée                | Paris Saint-Germain FC | 9 - 0   | EA Guingamp |                                                                         |                                                                         |
| Samedi 19 janvier 2019 17h | ( D. Alves) Neymar 12e · ( Neymar) Mbappé 38e · ( Cavani) Mbappé 45e · ( Bernat) Cavani 60e · ( Di María) Cavani 66e · ( Mbappé) Neymar 68e · Cavani 75e · ( Cavani) Mbappé 80e · Meunier 83e | (3 - 0) | | Parc des Princes, Paris Spectateurs : 47 268 Arbitrage : Amaury Delerue | Parc des Princes, Paris Spectateurs : 47 268 Arbitrage : Amaury Delerue |
| Samedi 19 janvier 2019 17h | Kurzawa 89e | Rapport | | Parc des Princes, Paris Spectateurs : 47 268 Arbitrage : Amaury Delerue | Parc des Princes, Paris Spectateurs : 47 268 Arbitrage : Amaury Delerue |
| Samedi 19 janvier 2019 17h | Buffon – T. Silva ( 77e Meunier), Kehrer, Marquinhos, Bernat ( 68e Kurzawa) – Verratti ( 19e Draxler), Di María – Mbappé, Cavani, Neymar, D. Alves                                            | Équipes | Caillard – Ikoko, Rebocho, Eboa Eboa, Kerbrat – Phiri, Deaux ( 56e Blas), Didot – A. Mendy ( 57e Rodelin), M. Thuram, Ngbakoto ( 73e Djilobodji) | Parc des Princes, Paris Spectateurs : 47 268 Arbitrage : Amaury Delerue | Parc des Princes, Paris Spectateurs : 47 268 Arbitrage : Amaury Delerue |

| 22e journée                | EA Guingamp | 0 - 1   | Stade de Reims |                                                                              |                                                                              |
| Samedi 26 janvier 2019 20h | | (0 - 1) | 38e Cafaro | Stade de Roudourou, Guingamp Spectateurs : 13 853 Arbitrage : Thomas Léonard | Stade de Roudourou, Guingamp Spectateurs : 13 853 Arbitrage : Thomas Léonard |
| Samedi 26 janvier 2019 20h | Coco 56e · Djilobodji 59e | Rapport | 35e Chavalerin · 69e H. Kamara · | Stade de Roudourou, Guingamp Spectateurs : 13 853 Arbitrage : Thomas Léonard | Stade de Roudourou, Guingamp Spectateurs : 13 853 Arbitrage : Thomas Léonard |
| Samedi 26 janvier 2019 20h | Caillard – Djilobodji, Rebocho, Eboa Eboa, Kerbrat ( 46e C. Traoré) – Phiri, Blas, Deaux ( 46e Ndong), Coco ( 62e Sorbon) – M. Thuram, Roux | Équipes | É. Mendy – Engels, Abdelhamid, Foket – Romao, Chavalerin, H. Kamara, Dingomé ( 69e M. Martin), Cafaro – Chavarría ( 62e Dia), Oudin ( 82e Fontaine) | Stade de Roudourou, Guingamp Spectateurs : 13 853 Arbitrage : Thomas Léonard | Stade de Roudourou, Guingamp Spectateurs : 13 853 Arbitrage : Thomas Léonard |

| 24e journée                  | EA Guingamp | 0 - 2   | Lille OSC |                                                                              |                                                                              |
| Dimanche 10 février 2019 17h | | (0 - 0) | 47e Leão (Ikoné ) · 90+4e (pen.) Rémy                                                                                           | Stade de Roudourou, Guingamp Spectateurs : 13 886 Arbitrage : Benoît Bastien | Stade de Roudourou, Guingamp Spectateurs : 13 886 Arbitrage : Benoît Bastien |
| Dimanche 10 février 2019 17h | Ndong 33e · A. Mendy 79e | Rapport | 31e Gabriel · | Stade de Roudourou, Guingamp Spectateurs : 13 886 Arbitrage : Benoît Bastien | Stade de Roudourou, Guingamp Spectateurs : 13 886 Arbitrage : Benoît Bastien |
| Dimanche 10 février 2019 17h | Caillard – Rebocho, Eboa Eboa, C. Traoré, Kerbrat ( 74e Sorbon) – Phiri, Blas, Ndong ( 81e Roux), Coco ( 46e Benezet) – A. Mendy, M. Thuram | Équipes | Maignan – Y. Koné ( 81e Pied), Gabriel, Fonte, Çelik – Xeka, J. Bamba, T. Mendes – Leão ( 75e T. Maia), Ikoné, Pépé ( 89e Rémy) | Stade de Roudourou, Guingamp Spectateurs : 13 886 Arbitrage : Benoît Bastien | Stade de Roudourou, Guingamp Spectateurs : 13 886 Arbitrage : Benoît Bastien |

| 25e journée                    | Olympique lyonnais | 2 - 1   | EA Guingamp |                                                                                    |                                                                                    |
| Vendredi 15 février 2019 20h45 | Terrier 15e · ( Aouar) Fekir 35e | (2 - 1) | 22e Eboa Eboa (Rebocho ) | Groupama Stadium, Décines-Charpieu Spectateurs : 40 305 Arbitrage : Antony Gautier | Groupama Stadium, Décines-Charpieu Spectateurs : 40 305 Arbitrage : Antony Gautier |
| Vendredi 15 février 2019 20h45 | Marçal 28e · B. Traoré 67e | Rapport | 84e Eboa Eboa · | Groupama Stadium, Décines-Charpieu Spectateurs : 40 305 Arbitrage : Antony Gautier | Groupama Stadium, Décines-Charpieu Spectateurs : 40 305 Arbitrage : Antony Gautier |
| Vendredi 15 février 2019 20h45 | A. Lopes – Denayer ( 61e F. Mendy), Marcelo, Dubois, Marçal – Aouar, Tousart – Terrier, Dembélé ( 79e Memphis), B. Traoré ( 73e Cornet), Fekir | Équipes | Caillard – Rebocho, Sorbon, Eboa Eboa, C. Traoré – Phiri, Blas ( 66e Benezet), Ndong ( 89e Deaux), Coco – A. Mendy ( 65e Roux), M. Thuram | Groupama Stadium, Décines-Charpieu Spectateurs : 40 305 Arbitrage : Antony Gautier | Groupama Stadium, Décines-Charpieu Spectateurs : 40 305 Arbitrage : Antony Gautier |

| 23e journée                  | FC Girondins de Bordeaux | 0 - 0   | EA Guingamp |                                                                            |                                                                            |
| Mercredi 20 février 2019 19h | | (0 - 0) | | Matmut Atlantique, Bordeaux Spectateurs : 14 527 Arbitrage : Willy Delajod | Matmut Atlantique, Bordeaux Spectateurs : 14 527 Arbitrage : Willy Delajod |
| Mercredi 20 février 2019 19h | Jovanović 36e · Cornelius 90+1e | Rapport | 77e Phiri · 90+3e Deaux · | Matmut Atlantique, Bordeaux Spectateurs : 14 527 Arbitrage : Willy Delajod | Matmut Atlantique, Bordeaux Spectateurs : 14 527 Arbitrage : Willy Delajod |
| Mercredi 20 février 2019 19h | Costil – Palencia, Koundé, Jovanović, Poundjé – Otávio ( 62e Adli), Plašil, Bašić – Karamoh ( 75e Kamano), De Préville, Maja ( 46e Cornelius) | Équipes | Caillard – Rebocho, Sorbon, Eboa Eboa, C. Traoré – Phiri, Blas ( 83e Didot), Deaux – Benezet ( 60e Coco), M. Thuram, Roux ( 72e Rodelin) | Matmut Atlantique, Bordeaux Spectateurs : 14 527 Arbitrage : Willy Delajod | Matmut Atlantique, Bordeaux Spectateurs : 14 527 Arbitrage : Willy Delajod |

#### Journées 26 à 29: les efforts récompensés avant la finale de la Coupe de la Ligue

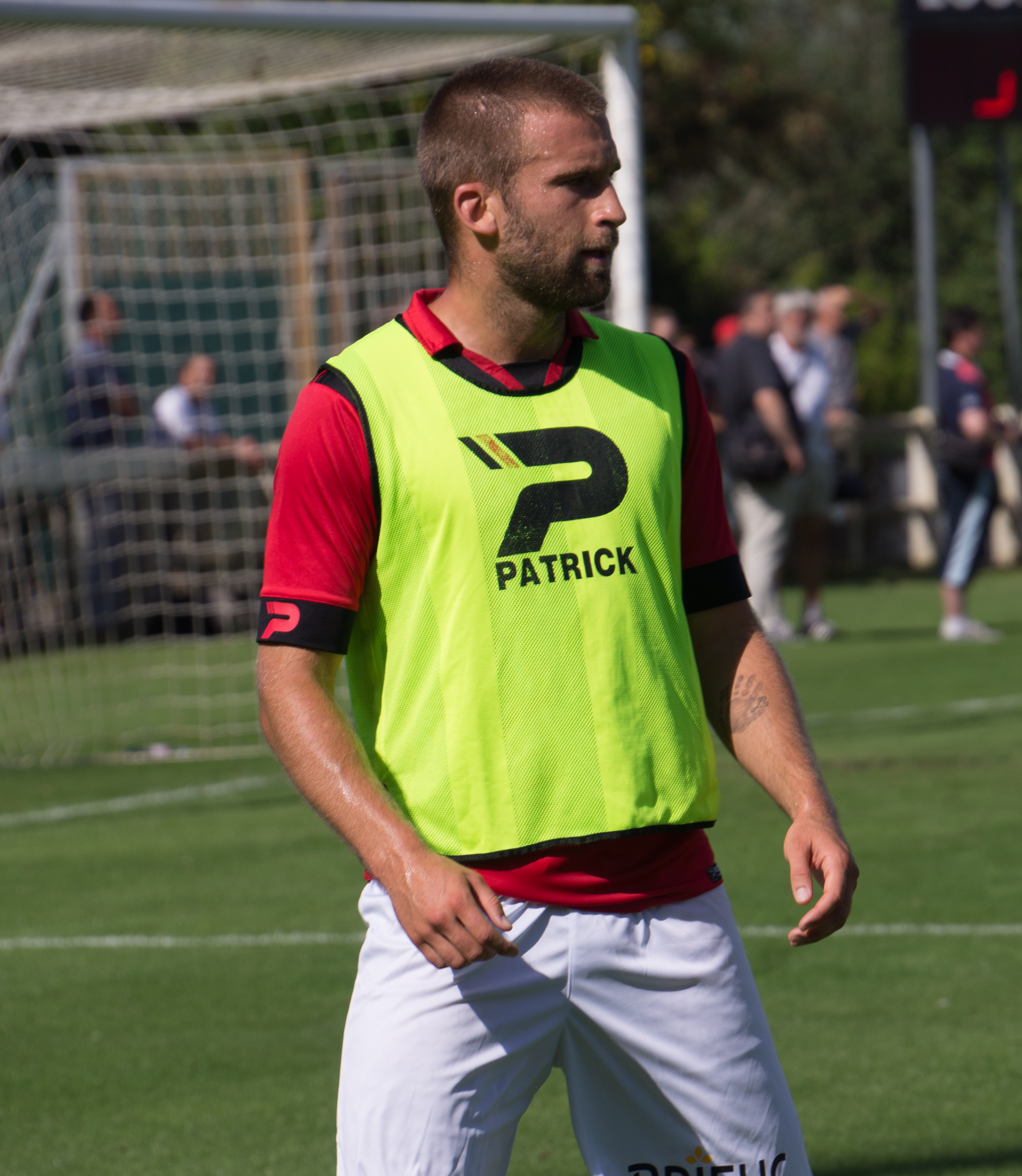
Lucas Deaux, auteur du but victorieux face à Angers.

La réception d'Angers, déjà battu deux fois cette saison, s'avère cruciale pour les Guingampais qui comptent enfin recoller dans la course au maintien. Dans un match fermé mais qu'ils ont globalement dominé, les Rouge et Noir poussent mais semblent devoir se résigner au match nul lorsque le physique commence à les lâcher dans les dix dernières minutes, à l'image de Lucas Deaux sifflé par le public sur une perte de balle sans pression défensive. C'est pourtant lui qui reprend de la tête un centre de Marcus Coco à la 92e minute pour remporter la victoire. Ce résultat comble l'équipe qui a pourtant dû voir sortir Marcus Thuram dès la 67e minute pour une douleur à une cuisse.
L'En Avant reçoit Nantes pour la vingt-septième journée et compte sur une nouvelle victoire pour remonter au classement, mais se heurte à des maladresses dans le jeu et à un bloc adverse dense et très bas inoffensif en première mi-temps. Au bout du temps additionnel, Nantes se voit offrir un pénalty pour une main de Félix Eboa Eboa, sur une de ses seules occasions (96e minute). Mais, une nouvelle fois, Marc-Aurèle Caillard réussit sa parade pour préserver sa cage inviolée. L'EAG grapille ainsi un nouveau point sur Caen et Dijon qui stagnent parmi les relégables,.
Le week-end suivant, alors que Toulouse ne s'était plus imposé à domicile depuis août 2018, l'EAG concède un but dès la vingtième minute par Sanogo, tandis que Marc-Aurèle Caillard se rend coupable d'une maladresse qui offre l'avantage aux Toulousains. Ces derniers se montrent les plus dangereux, et Guingamp est contraint de finir la rencontre à 10 avec l'exclusion juste avant la mi-temps de Marcus Coco pour une semelle sur Gradel. Si dans la foulée, Marcus Thuram, servi par Ludovic Blas, manque une énorme occasion pour revenir à égalité, cela n'occulte pas la pauvreté du jeu guingampais,. Quant à Coco, il écope de deux matchs de suspension et manquera la réception de Dijon et la finale de la Coupe de la Ligue.
Guingamp reçoit Dijon dans une confrontation directe pour le maintien en Ligue 1. Si Lucas Deaux sort sur blessure dès la 35e minute, l'EAG pousse et profite d'une grossière faute du gardien dijonnais sur Marcus Thuram à cinq minutes de la fin du temps réglementaire. Ce dernier est bousculé dans la surface de réparation et laisse Ludovic Blas inscrire le seul but de la rencontre. Les Guingampais quittent la dernière place qu'ils occupaient depuis fin août, et se retrouvent même en position de barragistes.
| 26e journée                | EA Guingamp | 1 - 0   | Angers SCO |                                                                                  |                                                                                  |
| Samedi 23 février 2019 20h | ( Coco) Deaux 90+2e | (0 - 0) | | Stade de Roudourou, Guingamp Spectateurs : 16 306 Arbitrage : Jérôme Miguelgorry | Stade de Roudourou, Guingamp Spectateurs : 16 306 Arbitrage : Jérôme Miguelgorry |
| Samedi 23 février 2019 20h | Ndong 7e · Deaux 90+2e | Rapport | 47e A. Bamba · 81e Thomas · | Stade de Roudourou, Guingamp Spectateurs : 16 306 Arbitrage : Jérôme Miguelgorry | Stade de Roudourou, Guingamp Spectateurs : 16 306 Arbitrage : Jérôme Miguelgorry |
| Samedi 23 février 2019 20h | Caillard – Rebocho, Sorbon, Eboa Eboa, C. Traoré – Phiri, Deaux, Ndong ( 46e Blas) – A. Mendy ( 76e Roux), Benezet, M. Thuram ( 67e Coco) | Équipes | Butelle – Pavlović, I. Traoré, Thomas, A. Bamba – Fulgini ( 66e Reine-Adélaïde), Ndoye, Santamaria, Tait, Manceau – Bahoken ( 72e C. López) | Stade de Roudourou, Guingamp Spectateurs : 16 306 Arbitrage : Jérôme Miguelgorry | Stade de Roudourou, Guingamp Spectateurs : 16 306 Arbitrage : Jérôme Miguelgorry |

| 27e journée              | EA Guingamp | 0 - 0   | FC Nantes |                                                                            |                                                                            |
| Dimanche 3 mars 2019 15h | | (0 - 0) | | Stade de Roudourou, Guingamp Spectateurs : 15 025 Arbitrage : Ruddy Buquet | Stade de Roudourou, Guingamp Spectateurs : 15 025 Arbitrage : Ruddy Buquet |
| Dimanche 3 mars 2019 15h | Eboa Eboa 90+4e | Rapport | 45e Pallois · 85e Cha. Traoré · | Stade de Roudourou, Guingamp Spectateurs : 15 025 Arbitrage : Ruddy Buquet | Stade de Roudourou, Guingamp Spectateurs : 15 025 Arbitrage : Ruddy Buquet |
| Dimanche 3 mars 2019 15h | Caillard – Rebocho, Sorbon, Eboa Eboa, C. Traoré – Phiri, Blas, Deaux ( 86e Didot), Coco ( 72e Rodelin) – Benezet, Roux ( 75e A. Mendy) | Équipes | Tătărușanu – D. Carlos, Pallois, Ié, Cha. Traoré, Kwateng – Moutoussamy ( 82e Eysseric), Girotto, Krhin ( 90+1e Touré), Rongier, Coulibaly ( 88e Mance) | Stade de Roudourou, Guingamp Spectateurs : 15 025 Arbitrage : Ruddy Buquet | Stade de Roudourou, Guingamp Spectateurs : 15 025 Arbitrage : Ruddy Buquet |

| 28e journée               | Toulouse FC | 1 - 0   | EA Guingamp |                                                                               |                                                                               |
| Dimanche 10 mars 2019 15h | ( García) Sanogo 20e | (1 - 0) | | Stadium de Toulouse, Toulouse Spectateurs : 19 902 Arbitrage : Jérôme Brisard | Stadium de Toulouse, Toulouse Spectateurs : 19 902 Arbitrage : Jérôme Brisard |
| Dimanche 10 mars 2019 15h | Sanogo 58e | Rapport | 27e M. Thuram · 44e Coco · 52e Phiri · | Stadium de Toulouse, Toulouse Spectateurs : 19 902 Arbitrage : Jérôme Brisard | Stadium de Toulouse, Toulouse Spectateurs : 19 902 Arbitrage : Jérôme Brisard |
| Dimanche 10 mars 2019 15h | Goicoechea – Amian, Shōji, Jullien, I. Sylla – Sangaré, García ( 86e Jean), K. Sidibé – Gradel, Sanogo, Dossevi ( 76e Durmaz) | Équipes | Caillard – Rebocho, Sorbon, Eboa Eboa, C. Traoré – Phiri, Blas ( 54e Benezet), Deaux ( 79e Didot), Coco – A. Mendy ( 70e Roux), M. Thuram | Stadium de Toulouse, Toulouse Spectateurs : 19 902 Arbitrage : Jérôme Brisard | Stadium de Toulouse, Toulouse Spectateurs : 19 902 Arbitrage : Jérôme Brisard |

| 29e journée             | EA Guingamp | 1 - 0   | Dijon FCO |                                                                             |                                                                             |
| Samedi 16 mars 2019 20h | Blas 86e (pen.) | (0 - 0) | | Stade de Roudourou, Guingamp Spectateurs : 15 834 Arbitrage : Mikael Lesage | Stade de Roudourou, Guingamp Spectateurs : 15 834 Arbitrage : Mikael Lesage |
| Samedi 16 mars 2019 20h | | Rapport | 85e Allain · 90+2e Kwon · | Stade de Roudourou, Guingamp Spectateurs : 15 834 Arbitrage : Mikael Lesage | Stade de Roudourou, Guingamp Spectateurs : 15 834 Arbitrage : Mikael Lesage |
| Samedi 16 mars 2019 20h | Caillard – Rebocho, Sorbon, C. Traoré, Kerbrat – Phiri, Deaux ( 35e Ndong), Merghem ( 72e Rodelin) – Benezet ( 79e Blas), M. Thuram, Roux | Équipes | Allain – Haddadi, Yambéré, Lautoa, Chafik – Abeid ( 63e Balmont), Sliti ( 80e Saïd), Marié ( 88e Kwon), Amalfitano – Tavares, Jeannot | Stade de Roudourou, Guingamp Spectateurs : 15 834 Arbitrage : Mikael Lesage | Stade de Roudourou, Guingamp Spectateurs : 15 834 Arbitrage : Mikael Lesage |

#### Journées 30 à 35: le sprint final pour le maintien
Après la parenthèse de la finale de la Coupe de la Ligue, perdue aux tirs au but face à Strasbourg, il est temps pour le groupe guingampais de se tourner vers le sprint final de la course au maintien, avec encore neuf journées à jouer. Il est directement confronté à Dijon et Caen pour la place de barragiste, mais Jocelyn Gourvennec regarde aussi vers la dix-septième place occupée par Amiens ou Monaco.
Nolan Roux est absent du déplacement à Montpellier en raison de sa blessure à l’œil lors de la finale de la Coupe de la Ligue, alors que cette rencontre revêt une grande importance du fait de la victoire de Caen à Monaco la veille, reprenant aux Guingampais la dix-huitième place. Le premier but est inscrit par Delort, à la 22e minute, sur une longue ouverture de Hilton qui a lobé tout le bloc défensif. Le manque d’agressivité des visiteurs les conduit à encaisser un second but à onze minutes de la fin,, alors que Marcus Thuram a dû sortir à la mi-temps, blessé à l’aine.

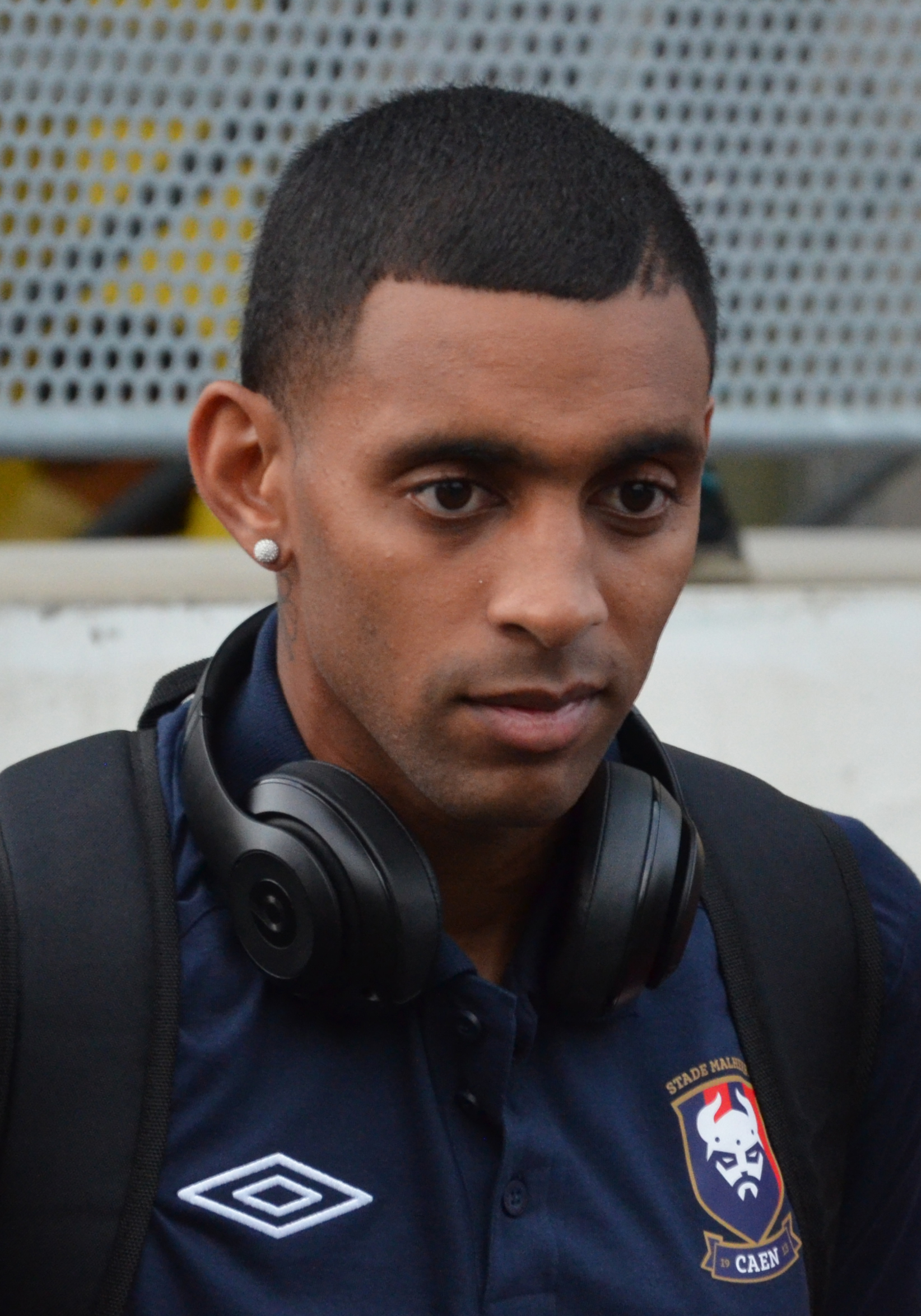
Ronny Rodelin connait un grand manque de réussite en Ligue 1.

Lors de la trente-et-unième journée, Guingamp retrouve devant son public une équipe de Monaco dans une période difficile malgré ses nombreuses recrues hivernales. Retombés à la dernière place en raison de la victoire surprise de Dijon à Lyon dans l'après-midi, les locaux pensent longtemps récupérer la place de barragiste. Effectivement, d'une tête puissante de Félix Eboa Eboa, sa troisième de la saison, l'En Avant ouvre le score dès la 23e minute. Mais peinant à se montrer plus dangereux offensivement, les Bretons encaissent un but de Jovetić au bout du temps additionnel (90e+4). Jocelyn Gourvennec ne se montre pour le moins pas pessimiste et considère qu'il s'agit « d'un point qui compte [vers le maintien] », alors qu'il ne reproche à ses joueurs qu'un ballon mal négocié à la fin.
À sept journées de la fin, les Guingampais restent dans la course à la place de barragiste, malgré leur vingtième place et un calendrier jugé plus compliqué que leurs concurrents directs, Dijon (18e avec 24 points) et Caen (19e avec 23 points, soit autant que l'EAG). À Strasbourg, Marcus Thuram ouvre le score de la tête sur un service de Pedro Rebocho (0-1, 37e). Mais deux minutes plus tard, les locaux réagissent par Ajorque. S'installant dans le camp adverse, les Guingampais poussent et reprennent l'avantage sur un nouveau centre de Rebocho, qui trouve cette fois Lucas Deaux (1-2, 63e). Puis une nouvelle erreur de concentration permet aux Strasbourgeois de recoller au score (2-2, 69e). Quasiment dans la foulée, le RCS prend l'avantage grâce à un doublé d'Ajorque (3-2, 73e). En fin de partie, le nouvel entrant Yeni Ngbakoto se montre décisif en centrant pour Thuram qui trouve la transversale. Mais le capitaine Jérémy Sorbon traine dans la surface et reprend de la tête pour le but de l'égalisation (3-3, 87e). Les Bretons quittent de nouveau la dernière place grâce à ce point,. Trois Guingampais se retrouvent dans l'équipe-type de la journée à la suite de ce match prolifique : Pedro Rebocho, Lucas Deaux et Marcus Thuram.
Avant la réception de Marseille, la semaine est marquée par les soupçons sur l'intégrité de la rencontre Caen-Angers (0-1) du 13 avril, mis en lumière par le président Bertrand Desplat qui en a alerté la LFP, et qui ont tendu les relations entre les trois clubs,. Sur le terrain, pourtant, les Guingampais se laissent totalement déborder par leurs visiteurs. Dès la quatrième minute, Didier Ndong rate son contrôle dans la surface sous la pression de Gustavo et voit le Brésilien ouvrir le score. Avant la pause, c'est Félix Eboa Eboa qui manque sa relance, ce dont profite Ocampos (0-2, 40e). Yeni Ngbakoto entre à la place de Lebogang Phiri, ce qui s'avère payant après la reprise, où le Congolais reprend un centre de Mehdi Merghem (1-2, 56e). Six minutes plus tard, Marcus Thuram croit tenir l'égalisation, mais sa frappe sur la transversale rebondit sur la ligne de but, sans la franchir entièrement, tandis que dans les arrêts de jeu, Germain voit une frappe similaire lui être accordée, légitimement, pour clore le score (1-3, 90e+1),.
Le déplacement à Nice, alors que l'EAG est en perte de vitesse par rapport à ses concurrents directs pour le maintien, est l'occasion pour Jocelyn Gourvennec d'opérer des choix forts au sein de l'effectif,. Mais comme face à Marseille, l'équipe est mise en difficulté d'entrée de jeu par l'ouverture du score d'une volée du pied gauche d'Atal (0-1, 9e). Quoiqu'agressifs et volontaires, les Costarmoricains souffrent d'une défense trop friable et constamment en retard. Atal signe un triplé avec une chevauchée solitaire au milieu de terrain (0-2, 68e) puis à la réception d'un nouveau centre (0-3, 73e). Il s'agit d'une très mauvaise opération alors que Caen s'est imposé face à Dijon pour reprendre la place de barragiste et compter dorénavant cinq points d'avance sur Guingamp.
C'est justement Caen qui est reçu ensuite au Roudourou, pour la trente-cinquième journée, pour ce qui est qualifié de « match de la peur », attisé par les récentes déclarations de Rolland Courbis, entraîneur adjoint du Stade Malherbe. Les Caennais ont repris de l'allant avec deux victoires face à Nice et Dijon, basées sur une défense solide, qui a de nouveau cadenassé la rencontre et toutes les offensives guingampaises. Si mathématiquement, les Bretons ne sont pas encore relégués, il faudra compter sur un « petit miracle » comme le note Étienne Didot.
| Entraîneur :        |
| Michel Der Zakarian |

| Entraîneur :       |
| Jocelyn Gourvennec |

| Entraîneur :        |
| Michel Der Zakarian |

| Entraîneur :       |
| Jocelyn Gourvennec |

| 31e journée             | EA Guingamp | 1 - 1   | AS Monaco FC |                                                                              |                                                                              |
| Samedi 6 avril 2019 20h | ( Rebocho) Eboa Eboa 23e | (1 - 0) | 90+3e Jovetić | Stade de Roudourou, Guingamp Spectateurs : 13 997 Arbitrage : Benoît Bastien | Stade de Roudourou, Guingamp Spectateurs : 13 997 Arbitrage : Benoît Bastien |
| Samedi 6 avril 2019 20h | Blas 45e · Didot 64e · Roux 80e · Djilobodji 88e                                                                                          | Rapport | 56e Glik · 78e D. Sidibé · 85e Jemerson · 89e Vinícius · 90+3e Jovetić ·                                                                        | Stade de Roudourou, Guingamp Spectateurs : 13 997 Arbitrage : Benoît Bastien | Stade de Roudourou, Guingamp Spectateurs : 13 997 Arbitrage : Benoît Bastien |
| Samedi 6 avril 2019 20h | Caillard – Rebocho, Sorbon, Eboa Eboa, C. Traoré – Phiri, Blas ( 82e Djilobodji), Merghem ( 73e Coco), Ndong ( 62e Didot) – Benezet, Roux | Équipes | Subašić – Ballo-Touré, Jemerson, D. Sidibé, Glik – A. Silva, Golovine, Fàbregas ( 76e M. Sylla) – R. Lopes ( 59e Jovetić), Vinícius, G. Martins | Stade de Roudourou, Guingamp Spectateurs : 13 997 Arbitrage : Benoît Bastien | Stade de Roudourou, Guingamp Spectateurs : 13 997 Arbitrage : Benoît Bastien |

| 32e journée              | RC Strasbourg Alsace | 3 - 3   | EA Guingamp |                                                                                |                                                                                |
| Samedi 13 avril 2019 20h | ( Prcić) Ajorque 39e · Prcić 69e · ( Gonçalves) Ajorque 73e                                                                         | (1 - 1) | 37e M. Thuram (Rebocho ) · 63e Deaux (Rebocho ) · 86e Sorbon                                                                                  | Stade de la Meinau, Strasbourg Spectateurs : 25 190 Arbitrage : Antony Gautier | Stade de la Meinau, Strasbourg Spectateurs : 25 190 Arbitrage : Antony Gautier |
| Samedi 13 avril 2019 20h | Gonçalves 44e | Rapport | 41e Deaux · 81e Ndong · | Stade de la Meinau, Strasbourg Spectateurs : 25 190 Arbitrage : Antony Gautier | Stade de la Meinau, Strasbourg Spectateurs : 25 190 Arbitrage : Antony Gautier |
| Samedi 13 avril 2019 20h | Sels – Martinez, Mitrović, Carole, Lala – Prcić, Gonçalves, Y. Fofana ( 66e Grandsir), Thomasson ( 80e Caci) – Ajorque, N. Da Costa | Équipes | Caillard – Rebocho, Sorbon, Eboa Eboa, C. Traoré – Deaux ( 77e A. Mendy), Merghem ( 68e Coco), Ndong ( 86e Ngbakoto), Didot – M. Thuram, Roux | Stade de la Meinau, Strasbourg Spectateurs : 25 190 Arbitrage : Antony Gautier | Stade de la Meinau, Strasbourg Spectateurs : 25 190 Arbitrage : Antony Gautier |

| 33e journée              | EA Guingamp | 1 - 3   | Olympique de Marseille |                                                                             |                                                                             |
| Samedi 20 avril 2019 17h | ( Merghem) Ngbakoto 56e | (0 - 2) | 4e Gustavo (Payet ) · 40e Ocampos (Thauvin ) · 90+1e Germain (Strootman )                                                                              | Stade de Roudourou, Guingamp Spectateurs : 18 164 Arbitrage : Mikael Lesage | Stade de Roudourou, Guingamp Spectateurs : 18 164 Arbitrage : Mikael Lesage |
| Samedi 20 avril 2019 17h | Merghem 36e · Sorbon 79e | Rapport | 60e Thauvin · 64e Sanson · 90e Ocampos · | Stade de Roudourou, Guingamp Spectateurs : 18 164 Arbitrage : Mikael Lesage | Stade de Roudourou, Guingamp Spectateurs : 18 164 Arbitrage : Mikael Lesage |
| Samedi 20 avril 2019 17h | Caillard – Rebocho, Sorbon, Eboa Eboa, C. Traoré – Phiri ( 46e Ngbakoto), Merghem ( 75e A. Mendy), Ndong, Didot – M. Thuram ( 87e Coco), Roux | Équipes | Mandanda – Sakai, Bou. Kamara, Ćaleta-Car, Amavi – Ocampos, Sanson ( 84e M. Lopez), Gustavo – Payet ( 71e Strootman), Thauvin ( 66e Radonjić), Germain | Stade de Roudourou, Guingamp Spectateurs : 18 164 Arbitrage : Mikael Lesage | Stade de Roudourou, Guingamp Spectateurs : 18 164 Arbitrage : Mikael Lesage |

| 34e journée                | OGC Nice | 3 - 0   | EA Guingamp |                                                                          |                                                                          |
| Dimanche 28 avril 2019 15h | ( Tameze) Atal 9e · Atal 68e · ( Sacko) Atal 73e                                                                                               | (1 - 0) | | Allianz Riviera, Nice Spectateurs : 16 374 Arbitrage : Hakim Ben El Hadj | Allianz Riviera, Nice Spectateurs : 16 374 Arbitrage : Hakim Ben El Hadj |
| Dimanche 28 avril 2019 15h | Dante 16e · Hérelle 37e · Tameze 38e · Burner 72e                                                                                              | Rapport | 19e Merghem · 70e A. Mendy · 78e Didot ·                                                                                                   | Allianz Riviera, Nice Spectateurs : 16 374 Arbitrage : Hakim Ben El Hadj | Allianz Riviera, Nice Spectateurs : 16 374 Arbitrage : Hakim Ben El Hadj |
| Dimanche 28 avril 2019 15h | Benítez – Burner, Atal ( 77e Ganago), M. Sarr, Hérelle, Dante – Tameze, Lees-Melou, Makengo ( 65e Danilo) – Saint-Maximin ( 83e Jaziri), Sacko | Équipes | Caillard – Ikoko, Djilobodji, Rebocho, Sorbon – Phiri ( 70e Didot), Merghem ( 78e Blas), Ndong, Coco ( 63e A. Mendy) – M. Thuram, Ngbakoto | Allianz Riviera, Nice Spectateurs : 16 374 Arbitrage : Hakim Ben El Hadj | Allianz Riviera, Nice Spectateurs : 16 374 Arbitrage : Hakim Ben El Hadj |

| 35e journée           | EA Guingamp | 0 - 0   | Stade Malherbe Caen |                                                                              |                                                                              |
| Samedi 4 mai 2019 20h | | (0 - 0) | | Stade de Roudourou, Guingamp Spectateurs : 16 879 Arbitrage : Jérôme Brisard | Stade de Roudourou, Guingamp Spectateurs : 16 879 Arbitrage : Jérôme Brisard |
| Samedi 4 mai 2019 20h | Coco 90e | Rapport | 30e Guilbert · 51e Tchokounté · 89e Moussaki · 90e Gradit ·                                                                                      | Stade de Roudourou, Guingamp Spectateurs : 16 879 Arbitrage : Jérôme Brisard | Stade de Roudourou, Guingamp Spectateurs : 16 879 Arbitrage : Jérôme Brisard |
| Samedi 4 mai 2019 20h | Caillard – Ikoko, Rebocho, Sorbon, Kerbrat – Phiri, Blas ( 72e Coco), Merghem, Didot – M. Thuram ( 64e Rodelin), Roux ( 80e A. Mendy) | Équipes | Samba – Armougom ( 83e Moussaki), Sankoh ( 61e Oniangué), Gradit, Imorou – Guilbert, Zahary, Fajr – Deminguet, Tchokounté, Crivelli ( 27e Ninga) | Stade de Roudourou, Guingamp Spectateurs : 16 879 Arbitrage : Jérôme Brisard | Stade de Roudourou, Guingamp Spectateurs : 16 879 Arbitrage : Jérôme Brisard |

#### Journées 36 à 38: la descente en Ligue 2 actée
Les premiers résultats de la trente-sixième journée poussent l'En avant de Guingamp définitivement au bord du précipice de la Ligue 2. En effet, le samedi soir, Caen et Dijon s'imposent tous deux. À huit points de la place de barragiste occupée par les Normands avant son déplacement à Rennes le dimanche après-midi, l'EAG est ainsi condamnée à remporter ses trois derniers matchs et compter sur autant de revers des deux équipes devant au classement. Ce Celtico passe au second plan tant les dynamiques des deux équipes sont opposées, alors que le Stade rennais vient de soulever la Coupe de France face au PSG.

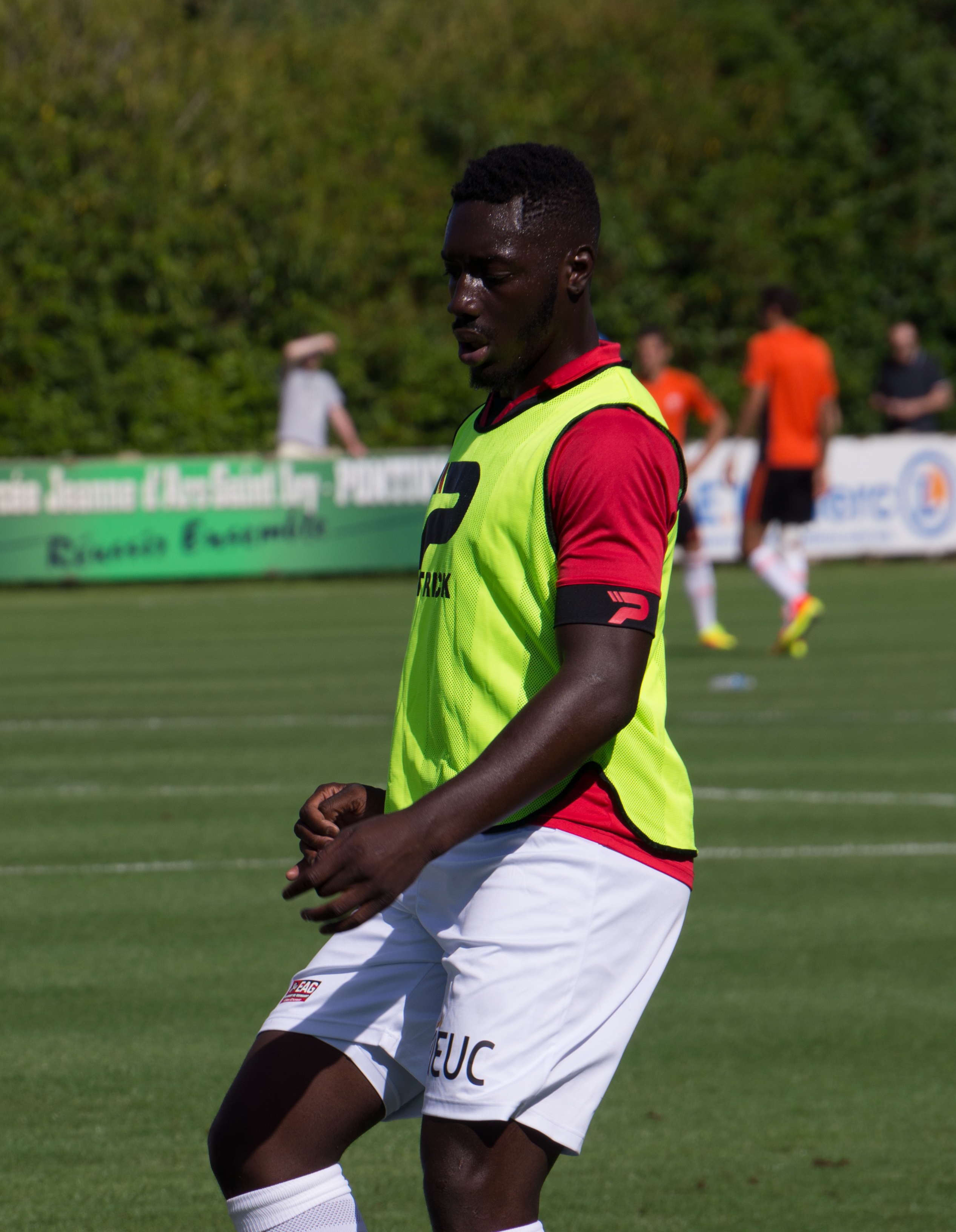
Alexandre Mendy inscrit trois buts lors des trois dernières rencontres de la saison.

Avec une bonne entame, les visiteurs costarmoricains se procurent une belle occasion par Marcus Coco à la 9e minute, mais craquent quelques minutes plus tard face à Niang qui reprend un centre de Sarr (1-0, 15e). Sonnés, les Guingampais disparaissent du jeu et ne doivent leur salut qu'aux multiples parades de Marc-Aurèle Caillard. Alexandre Mendy, entré en cours de jeu, permet à son équipe de revenir à égalité, après avoir bien suivi une frappe de Lebogang Phiri repoussée par Koubek (1-1, 87e). Dans le temps additionnel, sur un centre de Jordan Ikoko, Bensebaini se rend coupable d'une main dans sa surface de réparation. Mais à l'image de la saison, Guingamp passe à côté de cette occasion des plus nettes : Marcus Thuram voit sa frappe détournée par le portier rennais une première fois et, alors que la balle lui revient dessus, manque sa reprise de la tête. Concédant ainsi le match nul, Guingamp est assuré de descendre en Ligue 1 après six saisons dans l'élite,.
Pour sa dernière rencontre à domicile en Ligue 1, l'EAG doit faire face à de nombreuses absences. C'est aussi l'occasion de rendre hommage à Étienne Didot, qui prend sa retraite à la fin de la saison. Très entreprenants, les locaux ouvrent le score par l'intermédiaire de Marcus Thuram, bien servi dans la profondeur par Ludovic Blas (1-0, 6e). Entrecoupée de deux tirs nîmois sur la barre, la première mi-temps voit Alexandre Mendy doubler la mise avec assistance de la VAR (2-0, 36e). Mais, à l'image de la saison, l'EAG ne parvient pas à conserver cette dynamique : Nîmes revient au score avec deux buts coup sur coup de Ripart et Bouanga (2-2, 53 puis 56e minutes), pour arracher le match nul.  Alors que le kop a manifesté son mécontentement avec des banderoles durant la rencontre, Jocelyn Gourvennec a regretté cette attitude pour la dernière de la saison au Roudourou, peu habituelle au sein du club guingampais, quand bien même il comprend la déception causée par cette année qui conduit l'équipe en Ligue 2. L'entraineur apporte aussi son soutien au président Bertrand Desplat, chahuté, et confirme son souhait de rester à la tête de l'équipe la saison prochaine.
À l'occasion de son dernier match, l'En avant de Guingamp se déplace sur la pelouse d'Amiens, qui joue son maintien en Ligue 1 sans passer par les barrages en cas de victoire. Le Guingampais Étienne Didot prend sa retraite sur son 515e match professionnel. D'abord crispés, les locaux se libèrent rapidement grâce à une récupération de Guirassy sur une frappe repoussée par Caillard (1-0, 14e). Puis Ghoddos, servi par Guirassy, double la mise dès le retour des vestiaires (2-0, 47e). La rencontre est à peine relancée par le troisième but en trois matchs d'Alexandre Mendy, sur un service de l'inévitable Pedro Rebocho, vingt minutes plus tard (2-1, 66e), alors que Guingamp s'incline de nouveau.
| 36e journée              | Stade rennais FC | 1 - 1   | EA Guingamp |                                                                  |                                                                  |
| Dimanche 12 mai 2019 15h | ( Niang) I. Sarr 15e | (1 - 0) | 87e A. Mendy | Roazhon Park, Rennes Spectateurs : 26 119 Arbitrage : Karim Abed | Roazhon Park, Rennes Spectateurs : 26 119 Arbitrage : Karim Abed |
| Dimanche 12 mai 2019 15h | Bourigeaud 21e · Nyamsi 23e, 79e | Rapport | 33e Blas · | Roazhon Park, Rennes Spectateurs : 26 119 Arbitrage : Karim Abed | Roazhon Park, Rennes Spectateurs : 26 119 Arbitrage : Karim Abed |
| Dimanche 12 mai 2019 15h | Koubek – Zeffane, D. Da Silva, Bensebaini, Nyamsi – Grenier, Bourigeaud – I. Sarr ( 78e Johansson), Niang, Léa Siliki ( 64e Del Castillo), Ben Arfa ( 86e Gélin) | Équipes | Caillard – Ikoko, Rebocho, Sorbon, Kerbrat – Phiri, Blas, Deaux ( 46e A. Mendy), Didot ( 67e Roux), Coco – M. Thuram | Roazhon Park, Rennes Spectateurs : 26 119 Arbitrage : Karim Abed | Roazhon Park, Rennes Spectateurs : 26 119 Arbitrage : Karim Abed |

| 37e journée            | EA Guingamp | 2 - 2   | Nîmes Olympique |                                                                                  |                                                                                  |
| Samedi 18 mai 2019 21h | ( Blas) M. Thuram 6e · Mendy 35e | (2 - 0) | 53e Ripart (Briançon ) · 56e Bouanga (Briançon )                                                                                                  | Stade de Roudourou, Guingamp Spectateurs : 12 096 Arbitrage : Jérôme Miguelgorry | Stade de Roudourou, Guingamp Spectateurs : 12 096 Arbitrage : Jérôme Miguelgorry |
| Samedi 18 mai 2019 21h | Ikoko 33e · M. Thuram 44e | Rapport | 48e Alakouch · 66e Briançon · | Stade de Roudourou, Guingamp Spectateurs : 12 096 Arbitrage : Jérôme Miguelgorry | Stade de Roudourou, Guingamp Spectateurs : 12 096 Arbitrage : Jérôme Miguelgorry |
| Samedi 18 mai 2019 21h | Caillard – Ikoko, Rebocho, Sorbon, Eboa Eboa – Phiri, Blas ( 83e Carnot (en)), Merghem, Didot ( 73e G. Fofana) – A. Mendy, M. Thuram ( 61e Roux) | Équipes | Bernardoni – Maouassa, Briançon, Miguel, Alakouch ( 90e Paquiez) – Ferri, Bouanga ( 82e Alioui), Bobichon, Valls ( 72e Valdivia) – Ripart, Thioub | Stade de Roudourou, Guingamp Spectateurs : 12 096 Arbitrage : Jérôme Miguelgorry | Stade de Roudourou, Guingamp Spectateurs : 12 096 Arbitrage : Jérôme Miguelgorry |

| 38e journée            | Amiens SC | 2 - 1   | EA Guingamp |                                                                                             |                                                                                             |
| Samedi 25 mai 2019 21h | Guirassy 14e · ( Guirassy) Ghoddos 47e | (1 - 0) | 66e A. Mendy (Rebocho ) | Stade Crédit Agricole de la Licorne, Amiens Spectateurs : 11 932 Arbitrage : Amaury Delerue | Stade Crédit Agricole de la Licorne, Amiens Spectateurs : 11 932 Arbitrage : Amaury Delerue |
| Samedi 25 mai 2019 21h | Rapport |         | | Stade Crédit Agricole de la Licorne, Amiens Spectateurs : 11 932 Arbitrage : Amaury Delerue | Stade Crédit Agricole de la Licorne, Amiens Spectateurs : 11 932 Arbitrage : Amaury Delerue |
| Samedi 25 mai 2019 21h | Gurtner – Gouano ( 46e Adenon), Krafth, Dibassy, Pieters – Monconduit, Blin – Ghoddos, Guirassy, Otero ( 73e Timité), Konaté ( 82e Gnahoré) | Équipes | Caillard – Ikoko, Rebocho, Sorbon, Eboa Eboa – Phiri ( 67e Roux), Blas, Deaux, Merghem – A. Mendy ( 74e Didot), M. Thuram ( 58e Coco) | Stade Crédit Agricole de la Licorne, Amiens Spectateurs : 11 932 Arbitrage : Amaury Delerue | Stade Crédit Agricole de la Licorne, Amiens Spectateurs : 11 932 Arbitrage : Amaury Delerue |

Le lendemain, Bertrand Desplat reconnaît que c'est un « soulagement » de clore cette saison 2018-2019 qui « s'est apparentée à un long calvaire, sans âme, sans beaucoup d'émotions à part quelques fulgurances comme [la] qualification en finale de la Coupe de la Ligue ». Regrettant notamment pêle-mêle des affaires extra-sportives, des recrues pas satisfaisantes, des blessures, un manque de réussite globale, il note surtout que le club s'est éloigné petit à petit de son ADN en recrutant de plus en plus des joueurs pour leur nom. De son côté, Jocelyn Gourvennec a acté son départ du club après de multiples discussions avec son président laissant apparaître des divergences de points de vue, lui faisant dire que la fin de leur collaboration est « une décision sage pour le club ».

#### Classement

##### Classement du championnat
Extrait du classement de Ligue 1 2018-2019 :
| Rang | Équipe                | Pts | J  | G  | N  | P  | Bp | Bc | Diff | Qualification ou relégation            |
| ---- | --------------------- | --- | -- | -- | -- | -- | -- | -- | ---- | -------------------------------------- |
| 14   | Girondins de Bordeaux | 41  | 38 | 10 | 11 | 17 | 34 | 42 | −8   |                                        |
| 15   | Amiens SC             | 38  | 38 | 9  | 11 | 18 | 31 | 52 | −21  |                                        |
| 16   | Toulouse FC           | 38  | 38 | 8  | 14 | 16 | 35 | 57 | −22  |                                        |
| 17   | AS Monaco             | 36  | 38 | 8  | 12 | 18 | 38 | 57 | −19  |                                        |
| 18   | Dijon FCO             | 34  | 38 | 9  | 7  | 22 | 31 | 60 | −29  | Participation au barrage de relégation |
| 19   | SM Caen               | 33  | 38 | 7  | 12 | 19 | 29 | 54 | −25  | Relégation en Ligue 2                  |
| 20   | EA Guingamp           | 27  | 38 | 5  | 12 | 21 | 28 | 68 | −40  | Relégation en Ligue 2                  |

Évolution du classement en fonction des résultats
| Journée     | 1  | 2  | 3  | 4  | 5  | 6  | 7  | 8  | 9  | 10 | 11 | 12 | 13 | 14 | 15 | 16 | 17 | 19 | 20 | 18 | 21 | 22 | 24 | 25 | 23 | 26 | 27 | 28 | 29 | 30 | 31 | 32 | 33 | 34 | 35 | 36 | 37 | 38 | Journées en tête | Journées barragiste | Journées relégable |
| ----------- | -- | -- | -- | -- | -- | -- | -- | -- | -- | -- | -- | -- | -- | -- | -- | -- | -- | -- | -- | -- | -- | -- | -- | -- | -- | -- | -- | -- | -- | -- | -- | -- | -- | -- | -- | -- | -- | -- | ---------------- | ------------------- | ------------------ |
| Rang        | 12 | 17 | 20 | 20 | 20 | 20 | 20 | 20 | 20 | 20 | 20 | 20 | 20 | 20 | 20 | 20 | 20 | 20 | 20 | 20 | 20 | 20 | 20 | 20 | 20 | 20 | 20 | 20 | 18 | 19 | 20 | 19 | 20 | 20 | 20 | 20 | 20 | 20 | 0                | 1                   | 35                 |
| Résultat    | D  | D  | D  | D  | D  | D  | N  | V  | N  | N  | N  | D  | D  | D  | N  | D  | D  | V  | D  | V  | D  | D  | D  | D  | N  | V  | N  | D  | V  | D  | N  | N  | D  | D  | N  | N  | N  | D  | —                | —                   | —                  |
| Écart (pts) | +0 | +0 | -1 | -4 | -5 | -6 | -6 | -3 | -5 | -4 | -4 | -4 | -5 | -5 | -5 | -5 | -8 | -6 | -7 | -4 | -4 | -4 | -6 | -7 | -6 | -4 | -6 | -8 | -7 | -8 | -8 | -8 | -8 | -9 | -8 | -7 | -8 | -9 | —                | —                   | —                  |

En gras et italique, le classement des journées pour lesquelles l'EAG compte un match de retard.

##### Classements annexes
Le Championnat des Tribunes a pour objectif de mieux valoriser le travail des clubs et des supporters pour animer les stades et encourager le caractère festif des rencontres de Ligue 1 et de Ligue 2. Lors de chaque journée de championnat, une note est donnée aux clubs recevant sur la base de quatre critères : la fidélité, les animations du club et des supporters, l'ambiance dans le stade et l'engagement des supporters sur les réseaux sociaux. Après un début de saison très compliqué à la recherche de la première victoire, durant laquelle les joueurs ont peu à peu perdu des supporters, la course au maintien a tenu en haleine le stade de Roudourou. L'EAG termine ainsi à la septième place du classement avec 235 points, le plus mauvais résultat du club depuis sa remontée en Ligue 1 six ans plus tôt.
Le Championnat des Pelouses récompense les clubs recevant pour la qualité de leur pelouse. Les notes sont données par les capitaines de chaque équipe, les entraîneurs de chaque équipe, l’arbitre central de la rencontre et le réalisateur TV principal de la rencontre. Ce classement ne concerne que les clubs disposant de pelouses naturelles. En poursuivant l'effort fourni les saisons précédentes, Guingamp obtient la deuxième place derrière le PSG, avec une note moyenne de 17,9 sur 20, alors que le club avait remporté ce classement les deux saisons précédentes.

### Coupe de France

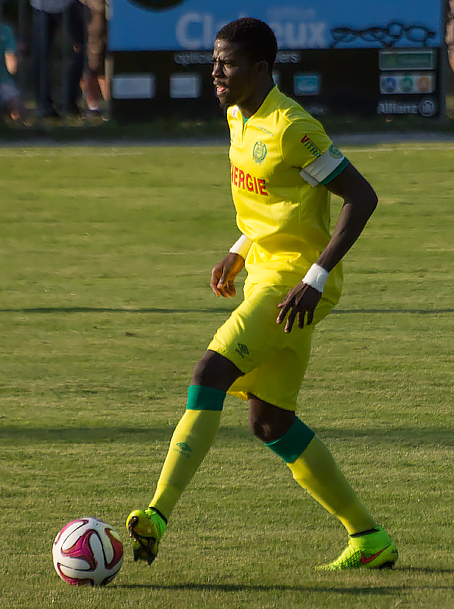
Papy Djilobodji, recrue du mercato hivernal et buteur à Nancy.

Le premier tour propose un derby centre-breton face au Stade pontyvien, pensionnaire de National 3, au centre de l'attention médiatique de la Coupe de France puisque le second club de la ville de Pontivy, la GSI, est aussi qualifié pour ce tour et doit recevoir le Paris Saint-Germain. Le stade local ne permettant pas d'accueillir ces rencontres, Guingamp propose son stade de Roudourou, dans lequel il évolue pour une fois en tant que visiteur. Ce sont les amateurs de Pontivy qui ouvrent la marque, sur un coup franc dévié par Nolan Roux que Marc-Aurèle Caillard ne peut que repousser sur Marec (1-0, 6e). La réaction ne se fait cependant pas attendre grâce à Yeni Ngbakoto qui, lancé dans la profondeur par Étienne Didot, égalise (1-1, 15e). Presque dans la foulée, Pedro Rebocho adresse un corner sur la tête de Roux pour prendre l'avantage (1-2, 18e). La seconde mi-temps débute comme la première, avec un pénalty concédé par Johan Larsson (2-2, 55e). L'entrée de Marcus Thuram fait pencher définitivement le match pour l'EAG, puisque l'attaquant parvient à reprendre coup sur coup deux centres de Rebocho, aux 64 et 67e minutes. La fin de match est gérée et voit un hommage appuyé rendu aux amateurs défaits la tête haute.
En seizième de finale, les Guingampais, derniers de Ligue 1, héritent de Nancy, relégué en fin de saison dernière et dernier de Ligue 2. Ils dominent le début de rencontre avec leurs recrues hivernales toutes alignées. Ronny Rodelin profite d'un tir de Nolan Roux repoussé dans ses pieds pour conclure lui-même dans le but vide (0-1, 27e). Se contentant de défendre par la suite, l'En Avant encaisse tout aussi logiquement un but de la part de Ngom en milieu de deuxième mi-temps (1-1, 66e). Poussé en prolongation, l'EAG augmente sa pression et Papy Djilobodji redonne l'avantage aux siens après une série de corners bretons (1-2, 101e). Jocelyn Gourvennec se montre très satisfait du « match sérieux » de son équipe et notamment des deux recrues, Djilobodji et Ndong, qui retrouvaient les terrains après plusieurs mois d'absence.
Le huitième de finale se déroule en semaine face à l'Olympique lyonnais, alors que l'EAG est la dernière formation française encore en lice dans les deux Coupes nationales (après sa qualification pour la finale de la Coupe de la Ligue). Les visiteurs imposent leur jeu avec l'ouverture du score dès la sixième minute par Dembélé, puis doublent la mise au retour des vestiaires par Cornet (0-2, 49e). Il faut attendre la 56e minute et les entrées en jeu de Marcus Thuram et Alexandre Mendy pour voir les Guingampais se révolter. Ce dernier réduit le score à la 88e mais cela intervient trop tard pour poursuivre le parcours en Coupe de France cette saison,.
| Trente-deuxième de finale | Stade pontivyen | 2 - 4   | EA Guingamp |                                                                               |                                                                               |
| Samedi 5 janvier 2019 15h | Marec 6e · Le Sauce 55e (pen.) | (1 - 2) | 15e Ngbakoto (Didot ) · 18e Roux (Rebocho ) · 64e M. Thuram (Rebocho ) · 67e M. Thuram (Rebocho )                                            | Stade de Roudourou, Guingamp Spectateurs : 7 900 Arbitrage : Yohann Rouinsard | Stade de Roudourou, Guingamp Spectateurs : 7 900 Arbitrage : Yohann Rouinsard |
| Samedi 5 janvier 2019 15h | Résumé |         | | Stade de Roudourou, Guingamp Spectateurs : 7 900 Arbitrage : Yohann Rouinsard | Stade de Roudourou, Guingamp Spectateurs : 7 900 Arbitrage : Yohann Rouinsard |
| Samedi 5 janvier 2019 15h | Rolland – Marec, Rivalan, Le Douarin, Le Guevel – Haguet ( 84e Le Roux), Da Costa, Le Divenah ( 71e André), Le Pabic – Le Sergent, Le Sauce ( 76e Tanfin) | Équipes | Caillard – Larsson, Kerbrat, Eboa Eboa, Rebocho – Blas, Didot – Coco, Rodelin ( 68e Phiri), Ngbakoto ( 58e M. Thuram) – Roux ( 77e A. Mendy) | Stade de Roudourou, Guingamp Spectateurs : 7 900 Arbitrage : Yohann Rouinsard | Stade de Roudourou, Guingamp Spectateurs : 7 900 Arbitrage : Yohann Rouinsard |

| Seizième de finale          | AS Nancy-Lorraine | 1 - 2 a. p.           | EA Guingamp |                                                                            |                                                                            |
| Mardi 22 janvier 2019 18h30 | ( Coulibaly) Ngom 66e | (0 - 1, 1 - 1, 1 - 2) | 27e Rodelin · 101e Djilobodji (Rebocho ) | Stade Marcel-Picot, Tomblaine Spectateurs : 2 000 Arbitrage : Ruddy Buquet | Stade Marcel-Picot, Tomblaine Spectateurs : 2 000 Arbitrage : Ruddy Buquet |
| Mardi 22 janvier 2019 18h30 | N'Guessan 57e · Triboulet 83e | Résumé                | 44e C. Traoré · 45e Ndong · | Stade Marcel-Picot, Tomblaine Spectateurs : 2 000 Arbitrage : Ruddy Buquet | Stade Marcel-Picot, Tomblaine Spectateurs : 2 000 Arbitrage : Ruddy Buquet |
| Mardi 22 janvier 2019 18h30 | Ndy Assembe – Coulibaly ( 102e Néry), Diagne, Saint-Ruf, Moimbé – N'Guessan, Clément, Marchetti – Ngom ( 73e Dembélé), Triboulet ( 91e Haag), Vagner ( 73e Busin) | Équipes               | Johnsson – Larsson, Sorbon, Djilobodji, Rebocho – Ndong, Blas ( 104e Phiri) – C. Traoré ( 67e M. Thuram), Rodelin ( 80e A. Mendy), Coco – Roux ( 104e Deaux) | Stade Marcel-Picot, Tomblaine Spectateurs : 2 000 Arbitrage : Ruddy Buquet | Stade Marcel-Picot, Tomblaine Spectateurs : 2 000 Arbitrage : Ruddy Buquet |

| Huitième de finale       | EA Guingamp | 1 - 2   | Olympique lyonnais |                                                                              |                                                                              |
| Jeudi 7 février 2019 21h | ( Coco) Mendy 88e | (0 - 1) | 7e Dembélé · 49e Cornet (F. Mendy ) | Stade de Roudourou, Guingamp Spectateurs : 8 768 Arbitrage : Frank Schneider | Stade de Roudourou, Guingamp Spectateurs : 8 768 Arbitrage : Frank Schneider |
| Jeudi 7 février 2019 21h | Eboa Eboa 26e | Résumé  | 47e Tete · 90+4e Tousart · | Stade de Roudourou, Guingamp Spectateurs : 8 768 Arbitrage : Frank Schneider | Stade de Roudourou, Guingamp Spectateurs : 8 768 Arbitrage : Frank Schneider |
| Jeudi 7 février 2019 21h | Johnsson – Larsson, Sorbon, Eboa Eboa, Rebocho – Deaux, Didot ( 73e Coco), Ndong – Rodelin ( 56e M. Thuram), Roux ( 56e A. Mendy), Benezet | Équipes | A. Lopes – Tete, Denayer, Marcelo, F. Mendy ( 81e Marçal) – Tousart, Ndombele – Cornet, Fekir ( 71e Diop), Terrier – Dembélé ( 78e B. Traoré) | Stade de Roudourou, Guingamp Spectateurs : 8 768 Arbitrage : Frank Schneider | Stade de Roudourou, Guingamp Spectateurs : 8 768 Arbitrage : Frank Schneider |

### Coupe de la Ligue
L'EAG est opposé au SCO d'Angers pour l'entrée en lice dans la compétition, alors que les Angevins ont été un mois plus tôt en championnat la première équipe à s'incliner face aux Bretons. Marcus Thuram purge ici le troisième de ses quatre matchs de suspension, tandis que le groupe est largement remanié pour faire souffler les cadres et que les spectateurs angevins sont interdits de déplacement en raison du caillassage du bus guingampais en championnat. La rencontre est peu spectaculaire. La séance de tirs au but qui suit, décrite comme « catastrophique », est dominée par Marc-Aurèle Caillard, qui repousse les trois premières tentatives d'Angers, tandis qu'Eboa Eboa voit aussi sa frappe être arrêtée et que Ngbakoto trouve la transversale. Elle est conclue par Blas sur le score de 3 à 2. La soirée est ternie par la sortie dès la 15e minute du capitaine du soir, Ronny Rodelin, sur blessure.
Pour le deuxième tour, Marcus Thuram est une nouvelle fois suspendu, cette fois à la suite de son carton rouge concédé lors de la dix-septième journée de championnat face à Amiens, alors que Pedro Rebocho est également absent pour accumulation d'avertissements. Au cœur d'une semaine capitale pour le championnat, Antoine Kombouaré effectue l'habituel turnover dans l'effectif. Malgré plusieurs belles occasions au cours de la rencontre, le temps réglementaire se clôt sur un nouveau 0-0. Et comme au tour précédent, le gardien remplaçant Marc-Aurèle Caillard est décisif en réalisant trois arrêts sur les quatre tirs au but niçois. Combinée aux réussites d'Eboa Eboa, de Ngbakoto et de la toute récente recrue Alexandre Mendy, cette performance permet à Guingamp de passer en quart de finale.

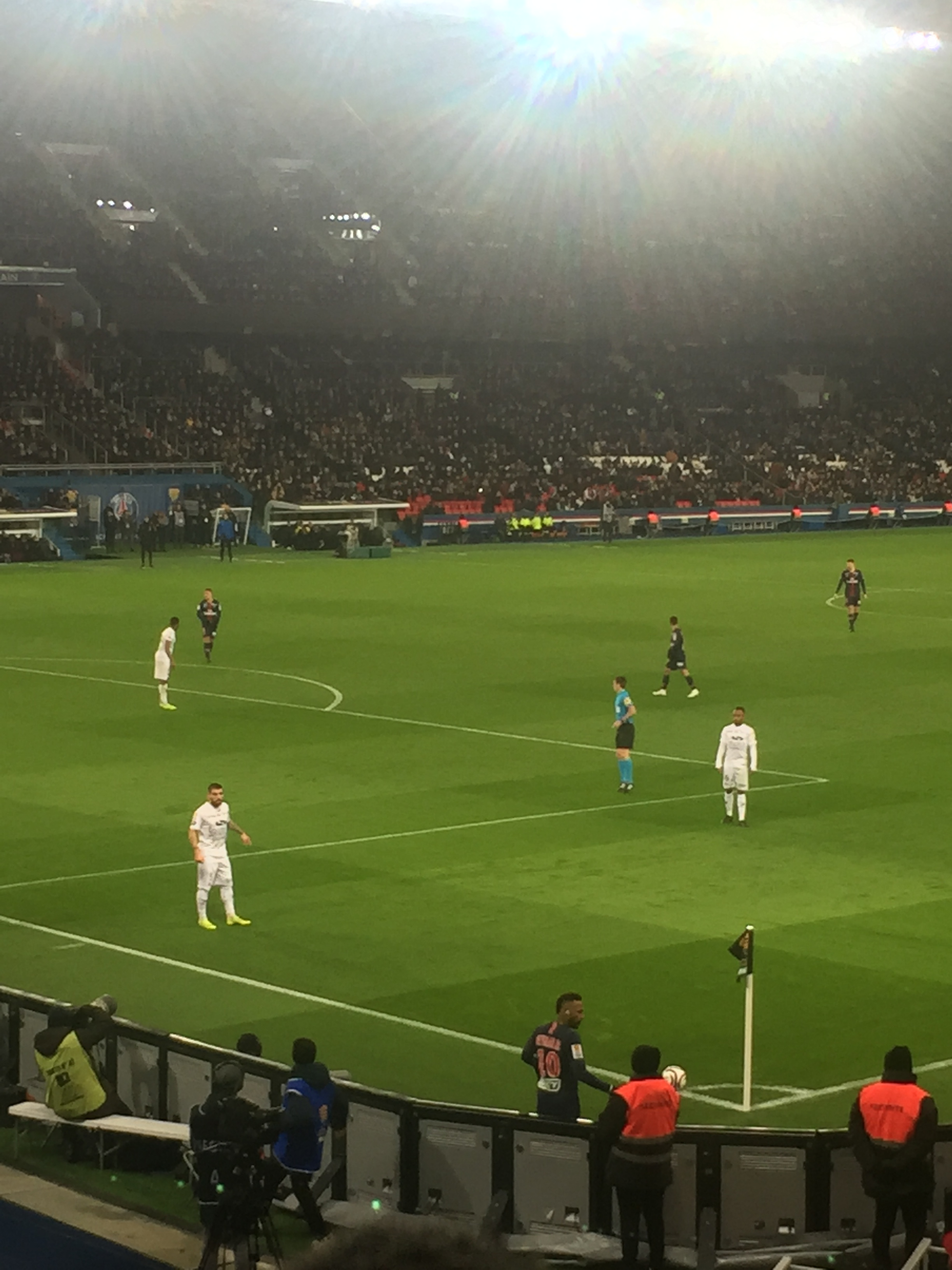
Pedro Rebocho et Lebogang Phiri défendent sur un corner de Neymar.

Après le premier tour victorieux de la Coupe de France, Guingamp enchaîne par un déplacement chez le PSG, quintuple tenant du titre en Coupe de la Ligue. Après une première mi-temps cadenassée par une défense en 6-3-1 guigampaise, le rythme de la rencontre s'accélère à partir de la 60e minute, lorsque Meunier fait chuter Blas dans la surface de réparation parisienne. Thuram manque cependant sa transformation en frappant largement au-dessus du cadre. Quelques minutes plus tard, Neymar reprend de la tête un centre de Meunier (1-0, 62e) et trompe Karl-Johan Johnsson, de nouveau titulaire dans les buts costarmoricains. Un nouveau pénalty, peu évident cette fois, est accordé à Guingamp à cause d'un contact entre Coco et Bernat et après visionnage de la vidéo. Cette fois-ci, c'est Ngbakoto qui se présente face à Areola et ne manque pas cette occasion de ramener son équipe (1-1, 81e). Si une nouvelle séance de tirs au but se dessine alors que cinq minutes de temps additionnel sont annoncées, un nouveau coup du sort frappe en faveur des Bretons, pour une faute de Kehrer stoppant une contre-attaque de Thuram dans la surface. L'attaquant se fait justice lui-même en profitant d'un rebond trompant Areola qui avait plongé du bon côté (1-2, 90e+3). Le PSG s'incline ainsi pour la première fois après 44 victoires consécutives en coupes nationales,.
La demi-finale face à Monaco est d'abord marquée par le retour au poste d'entraîneur de Leonardo Jardim, licencié en début de saison pour ses mauvais résultats. Bien que Vainqueur soit expulsé directement dès la 14e minute avec l’assistance vidéo, Rony Lopes ouvre le score pour les visiteurs à la suite d'une contre-attaque lancée par Gelson Martins (0-1, 18e), qui offre le deuxième but six minutes plus tard à Golovine (0-2, 24e). Une perte de balle au milieu de terrain après le coup d'envoi de la seconde mi-temps, bien exploitée par Alexandre Mendy, redonne espoir aux Bretons (1-2, 46e). Puis Marcus Thuram enchaîne contrôle et frappe face au but pour égaliser (2-2, 55e). Subašić sauve à plusieurs reprises les siens et arrache la séance de tirs au but, marquée par l'entrée du gardien remplaçant Marc-Aurèle Caillard, spécialiste de l'exercice cette saison, à la 94e minute. Un choix payant pour l'EAG puisque son portier stoppe deux frappes et profite d'un loupé. De son côté, Guingamp manque une première balle de match par Thuram, avant que Marcus Coco ne qualifie les siens pour leur première finale dans la compétition.

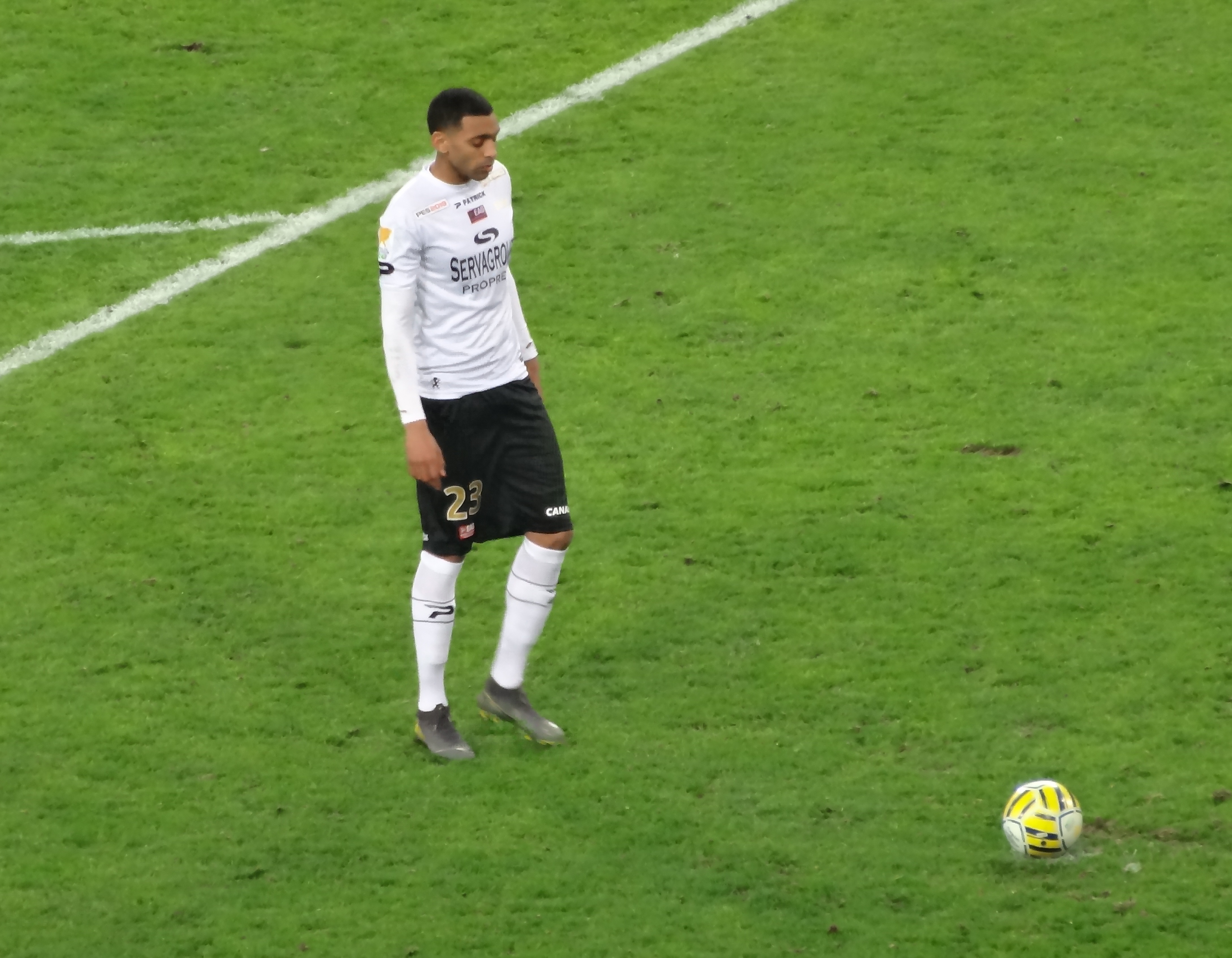
Ronny Rodelin se préparant pour son tir au but durant la finale de la Coupe de la Ligue 2019.

La finale de la Coupe de la Ligue 2019 donne lieu à une affiche inédite entre Strasbourg et Guingamp, deux équipes reléguées en National il y a quelques saisons, et qui ont dû déjouer les pronostics pour atteindre ce stade de la compétition. Jocelyn Gourvennec, conscient de la position délicate de son équipe en championnat, indique ne se concentrer cependant que sur cette finale, et ne pas voir au-delà. Les joueurs de l'En Avant disputent cette rencontre avec une version spéciale du maillot de Coupes : sur le fond blanc uni habituel ont été ajoutés en filigrane les noms des clubs bretons affiliés à la FFF, afin de rendre hommage à la région.
Le match en lui-même est peu animé, les deux équipes produisant peu de jeu et se neutralisant. Les Guingampais se montrent toutefois les plus entreprenants, mais sans réussite, que ce soit pour Thuram (16e), Benezet (55e), Rodelin (104e) ou encore Mendy (120e). Marc-Aurèle Caillard n'a été mis en danger qu'à de rares occasions, uniquement après la mi-temps. Nolan Roux a dû quitter ses coéquipiers à la 66e minute à cause d'un coup reçu sur l'œil. Les prolongations semblent de trop pour les joueurs, touchés physiquement, hormis les deux occasions guingampaises. À force d'imprécisions, Guingamp laisse passer sa chance. La séance de tirs au but qui suit est totalement dominée par les Alsaciens qui réalisent un sans-faute, alors que du côté breton, Alexandre Mendy manque sa frappe et Ronny Rodelin voit la sienne être arrêtée. Caillard, de son côté, n'a cette fois pas fait de miracle.
Marcus Thuram, quoique muet offensivement, s'est fait remarquer par ses gestes techniques, même sur une pelouse jugée difficile, et par ses efforts défensifs. Quant à Nolan Roux, il se voit diagnostiquer une fracture de l'orbite. Jocelyn Gourvennec analyse que son équipe « a gagné aux points. Mais gagner aux points, ça ne rapporte pas de titre... », avec des occasions plus nettes, une très bonne défense, mais sans la réussite nécessaire face à un portier strasbourgeois performant.
| Seizième de finale             | EA Guingamp | 0 - 0 3 - 2 t. a. b. | Angers SCO |                                                                          |                                                                          |
| Mercredi 31 octobre 2018 21h05 | | (0 - 0)              | | Stade de Roudourou, Guingamp Spectateurs : 11 630 Arbitrage : Karim Abed | Stade de Roudourou, Guingamp Spectateurs : 11 630 Arbitrage : Karim Abed |
| Mercredi 31 octobre 2018 21h05 | Rapport |                      | | Stade de Roudourou, Guingamp Spectateurs : 11 630 Arbitrage : Karim Abed | Stade de Roudourou, Guingamp Spectateurs : 11 630 Arbitrage : Karim Abed |
| Mercredi 31 octobre 2018 21h05 | Eboa Eboa · Coco · Ngbakoto · G. Fofana · Blas                                                                                      | Tirs au but 3 - 2    | Kanga · Capelle · Bertrand · Santamaria · Fulgini ·                                                                                             | Stade de Roudourou, Guingamp Spectateurs : 11 630 Arbitrage : Karim Abed | Stade de Roudourou, Guingamp Spectateurs : 11 630 Arbitrage : Karim Abed |
| Mercredi 31 octobre 2018 21h05 | Caillard – Koita (en), Rebocho ( 74e Blas), Eboa Eboa, C. Traoré, Tabanou – Phiri, G. Fofana – Ngbakoto, Rodelin ( 15e Julan), Coco | Équipes              | Boucher – Andreu, Pavlović, Manceau, Mouanga – Mangani ( 79e Capelle), Fulgini, Ndoye, Santamaria, Tait ( 70e Bertrand) – C. López ( 70e Kanga) | Stade de Roudourou, Guingamp Spectateurs : 11 630 Arbitrage : Karim Abed | Stade de Roudourou, Guingamp Spectateurs : 11 630 Arbitrage : Karim Abed |

| Huitième de finale              | OGC Nice | 0 - 0 1 - 3 t. a. b. | EA Guingamp |                                                                      |                                                                      |
| Mercredi 19 décembre 2018 21h05 | | (0 - 0)              | | Allianz Riviera, Nice Spectateurs : 12 714 Arbitrage : Mikael Lesage | Allianz Riviera, Nice Spectateurs : 12 714 Arbitrage : Mikael Lesage |
| Mercredi 19 décembre 2018 21h05 | Dante 24e · Danilo 67e | Rapport              | 33e G. Fofana · 73e Tabanou · | Allianz Riviera, Nice Spectateurs : 12 714 Arbitrage : Mikael Lesage | Allianz Riviera, Nice Spectateurs : 12 714 Arbitrage : Mikael Lesage |
| Mercredi 19 décembre 2018 21h05 | Lees-Melou · Dante · Walter · Jallet | Tirs au but 1 - 3    | A. Mendy · Eboa Eboa · Ngbakoto · | Allianz Riviera, Nice Spectateurs : 12 714 Arbitrage : Mikael Lesage | Allianz Riviera, Nice Spectateurs : 12 714 Arbitrage : Mikael Lesage |
| Mercredi 19 décembre 2018 21h05 | Benítez – Coly ( 63e Atal), Burner ( 77e Mahou), M. Sarr, Jallet, Dante – Tameze, Walter, Saint-Maximin ( 88e Srarfi) – Lees-Melou, Danilo | Équipes              | Caillard – Eboa Eboa, Tabanou, Kerbrat ( 46e Sorbon) – Phiri, Benezet ( 65e A. Mendy), Ngbakoto, G. Fofana – Didot, Coco, C. Traoré ( 90+1e Ikoko) | Allianz Riviera, Nice Spectateurs : 12 714 Arbitrage : Mikael Lesage | Allianz Riviera, Nice Spectateurs : 12 714 Arbitrage : Mikael Lesage |

| Quart de finale               | Paris Saint-Germain FC | 1 - 2   | EA Guingamp |                                                                         |                                                                         |
| Mercredi 9 janvier 2019 21h05 | ( Meunier) Neymar 63e | (0 - 0) | 83e (pen.) Ngbakoto · 90+2e (pen.) M. Thuram | Parc des Princes, Paris Spectateurs : 47 576 Arbitrage : Benoît Bastien | Parc des Princes, Paris Spectateurs : 47 576 Arbitrage : Benoît Bastien |
| Mercredi 9 janvier 2019 21h05 | Verratti 90+5e · Cavani 90+5e · Neymar 90+5e | Rapport | | Parc des Princes, Paris Spectateurs : 47 576 Arbitrage : Benoît Bastien | Parc des Princes, Paris Spectateurs : 47 576 Arbitrage : Benoît Bastien |
| Mercredi 9 janvier 2019 21h05 | Areola – T. Silva, Kehrer, Marquinhos ( 46e Verratti) – Meunier, Bernat – Mbappé, Neymar, Di María ( 46e Cavani), Draxler ( 75e D. Alves), Diaby | Équipes | Johnsson – Rebocho, Eboa Eboa, C. Traoré, Kerbrat – Phiri, Blas ( 75e Didot), Deaux, Coco ( 90+2e Rodelin) – A. Mendy ( 73e Ngbakoto), M. Thuram | Parc des Princes, Paris Spectateurs : 47 576 Arbitrage : Benoît Bastien | Parc des Princes, Paris Spectateurs : 47 576 Arbitrage : Benoît Bastien |

| Demi-finale                 | EA Guingamp | 2 - 2 5 - 4 t. a. b. | AS Monaco |                                                                              |                                                                              |
| Mardi 29 janvier 2019 21h10 | A. Mendy 46e · ( Rodelin) M. Thuram 55e | (0 - 2)              | 18e R. Lopes (G. Martins ) · 24e Golovine (G. Martins ) | Stade de Roudourou, Guingamp Spectateurs : 11 216 Arbitrage : Jérôme Brisard | Stade de Roudourou, Guingamp Spectateurs : 11 216 Arbitrage : Jérôme Brisard |
| Mardi 29 janvier 2019 21h10 | Ndong 39e | Rapport              | 14e Vainqueur · 61e Ballo-Touré · | Stade de Roudourou, Guingamp Spectateurs : 11 216 Arbitrage : Jérôme Brisard | Stade de Roudourou, Guingamp Spectateurs : 11 216 Arbitrage : Jérôme Brisard |
| Mardi 29 janvier 2019 21h10 | Rodelin · Roux · Eboa Eboa · Rebocho · M. Thuram · Phiri · Coco                                                                                  | Tirs au but 5 - 4    | Fàbregas · Ballo-Touré · Jemerson · Henrichs · Glik · D. Sidibé · Diop ·                                                                                         | Stade de Roudourou, Guingamp Spectateurs : 11 216 Arbitrage : Jérôme Brisard | Stade de Roudourou, Guingamp Spectateurs : 11 216 Arbitrage : Jérôme Brisard |
| Mardi 29 janvier 2019 21h10 | Johnsson ( 90+4e Caillard ) – Rebocho, Eboa Eboa, C. Traoré, Kerbrat – Phiri, Blas, Coco – A. Mendy ( 76e Roux), M. Thuram, Ndong ( 46e Rodelin) | Équipes              | Subašić – Ballo-Touré, Jemerson, Glik, Badiashile, Henrichs – R. Lopes ( 73e D. Sidibé), Vainqueur, Golovine ( 78e Diop), Fàbregas – G. Martins ( 80e K. Thuram) | Stade de Roudourou, Guingamp Spectateurs : 11 216 Arbitrage : Jérôme Brisard | Stade de Roudourou, Guingamp Spectateurs : 11 216 Arbitrage : Jérôme Brisard |

| Finale                    | RC Strasbourg | 0 - 0 4 - 1 t. a. b. | EA Guingamp |                                                                                       |                                                                                       |
| Samedi 30 mars 2019 21h05 | | (0 - 0)              | | Stade Pierre-Mauroy, Villeneuve-d'Ascq Spectateurs : 49 161 Arbitrage : Benoît Millot | Stade Pierre-Mauroy, Villeneuve-d'Ascq Spectateurs : 49 161 Arbitrage : Benoît Millot |
| Samedi 30 mars 2019 21h05 | I. Sissoko 69e · Thomasson 96e | Rapport              | 24e Phiri · 70e Benezet · | Stade Pierre-Mauroy, Villeneuve-d'Ascq Spectateurs : 49 161 Arbitrage : Benoît Millot | Stade Pierre-Mauroy, Villeneuve-d'Ascq Spectateurs : 49 161 Arbitrage : Benoît Millot |
| Samedi 30 mars 2019 21h05 | Prcić · Thomasson · Liénard · Carole | Tirs au but 4 - 1    | A. Mendy · Didot · Rodelin · | Stade Pierre-Mauroy, Villeneuve-d'Ascq Spectateurs : 49 161 Arbitrage : Benoît Millot | Stade Pierre-Mauroy, Villeneuve-d'Ascq Spectateurs : 49 161 Arbitrage : Benoît Millot |
| Samedi 30 mars 2019 21h05 | Bin. Kamara – Martinez, L. Koné ( 90e Carole), Mitrović, Caci, Lala – Prcić, I. Sissoko ( 118e Liénard), Thomasson – Mothiba ( 81e N. Da Costa), Ajorque ( 105e Zohi) | Équipes              | Caillard – Rebocho, Sorbon, C. Traoré, Kerbrat – Phiri, Blas ( 98e Didot), Ndong – Benezet ( 86e Rodelin), M. Thuram, Roux ( 67e A. Mendy) | Stade Pierre-Mauroy, Villeneuve-d'Ascq Spectateurs : 49 161 Arbitrage : Benoît Millot | Stade Pierre-Mauroy, Villeneuve-d'Ascq Spectateurs : 49 161 Arbitrage : Benoît Millot |

### Statistiques

#### Bilan de l'équipe
| Compétition       | Débute        | Termine      | Matches joués | Gagnés | Nuls | Perdus | Buts pour | Buts contre | Différence |
| ----------------- | ------------- | ------------ | ------------- | ------ | ---- | ------ | --------- | ----------- | ---------- |
| Ligue 1           | -             | 20e          | 38            | 5      | 12   | 21     | 28        | 68          | -40        |
| Coupe de France   | 32e de finale | 8e de finale | 3             | 2      | 0    | 1      | 7         | 5           | +2         |
| Coupe de la Ligue | 16e de finale | Finaliste    | 5             | 1      | 4    | 0      | 4         | 3           | +1         |
| Total             | Total         | Total        | 46            | 8      | 16   | 22     | 39        | 76          | -37        |

#### Résumé des matchs officiels de la saison
| Compétition | J./Tour | Date               | Domicile               | Rés.         | Extérieur              | Cl. | Buteur(s) pour l'EA Guingamp                           |
| ----------- | ------- | ------------------ | ---------------------- | ------------ | ---------------------- | --- | ------------------------------------------------------ |
| Ligue 1     | 1       | 11 août 2018       | AS Saint-Étienne       | 2-1          | EA Guingamp            | 12e | M. Thuram (56e sp)                                     |
| Ligue 1     | 2       | 18 août 2018       | EA Guingamp            | 1-3          | Paris SG               | 17e | N. Roux (20e)                                          |
| Ligue 1     | 3       | 26 août 2018       | Lille OSC              | 3-0          | EA Guingamp            | 20e | -                                                      |
| Ligue 1     | 4       | 1er septembre 2018 | EA Guingamp            | 1-2          | Toulouse FC            | 20e | M. Thuram (45e)                                        |
| Ligue 1     | 5       | 16 septembre 2018  | Olympique de Marseille | 4-0          | EA Guingamp            | 20e | -                                                      |
| Ligue 1     | 6       | 23 septembre 2018  | EA Guingamp            | 1-3          | Girondins de Bordeaux  | 20e | M. Thuram (70e sp)                                     |
| Ligue 1     | 7       | 26 septembre 2018  | Nîmes Olympique        | 0-0          | EA Guingamp            | 20e | -                                                      |
| Ligue 1     | 8       | 29 septembre 2018  | Angers SCO             | 0-1          | EA Guingamp            | 20e | N. Benezet (45e+2)                                     |
| Ligue 1     | 9       | 6 octobre 2018     | EA Guingamp            | 1-1          | Montpellier HSC        | 20e | N. Benezet (64e)                                       |
| Ligue 1     | 10      | 20 octobre 2018    | SM Caen                | 0-0          | EA Guingamp            | 20e | -                                                      |
| Ligue 1     | 11      | 27 octobre 2018    | EA Guingamp            | 1-1          | RC Strasbourg          | 20e | N. Benezet (6e)                                        |
| C. Ligue    | 1/16    | 31 octobre 2018    | EA Guingamp            | 0-0 (3-2tab) | Angers SCO             |     | -                                                      |
| Ligue 1     | 12      | 5 novembre 2018    | FC Nantes              | 5-0          | EA Guingamp            | 20e | -                                                      |
| Ligue 1     | 13      | 10 novembre 2018   | EA Guingamp            | 2-4          | Olympique lyonnais     | 20e | M. Thuram (22e, 78e sp)                                |
| Ligue 1     | 14      | 24 novembre 2018   | Stade de Reims         | 2-1          | EA Guingamp            | 20e | M. Thuram (81e sp)                                     |
| Ligue 1     | 15      | 1er décembre 2018  | EA Guingamp            | 0-0          | OGC Nice               | 20e | -                                                      |
| Ligue 1     | 16      | 5 décembre 2018    | Dijon FCO              | 2-1          | EA Guingamp            | 20e | M. Coco (79e)                                          |
| Ligue 1     | 17      | 8 décembre 2018    | EA Guingamp            | 1-2          | Amiens SC              | 20e | É. Didot (70e)                                         |
| C. Ligue    | 1/8     | 19 décembre 2018   | OGC Nice               | 0-0 (1-3tab) | EA Guingamp            |     | -                                                      |
| Ligue 1     | 19      | 22 décembre 2018   | AS Monaco              | 0-2          | EA Guingamp            | 20e | M. Thuram (68e), N. Roux (75e)                         |
| C. France   | 1/32    | 5 janvier 2019     | Stade pontivyen        | 2-4          | EA Guingamp            |     | Y. Ngbakoto (15e), N. Roux (18e), M. Thuram (64e, 67e) |
| C. Ligue    | 1/4     | 9 janvier 2019     | Paris SG               | 1-2          | EA Guingamp            |     | Y. Ngbakoto (83e sp), M. Thuram (90e+2 sp)             |
| Ligue 1     | 20      | 12 décembre 2019   | EA Guingamp            | 0-1          | AS Saint-Étienne       | 20e | -                                                      |
| Ligue 1     | 18*     | 16 janvier 2019    | EA Guingamp            | 2-1          | Stade rennais FC       | 20e | F. Eboa Eboa (40e), L. Deaux (59e)                     |
| Ligue 1     | 21      | 19 janvier 2019    | Paris SG               | 9-0          | EA Guingamp            | 20e | -                                                      |
| C. France   | 1/16    | 22 janvier 2019    | AS Nancy-Lorraine      | 1-2ap        | EA Guingamp            |     | R. Rodelin (27e), P. Djilobodji (101e)                 |
| Ligue 1     | 22      | 26 janvier 2019    | EA Guingamp            | 0-1          | Stade de Reims         | 20e | -                                                      |
| C. Ligue    | 1/2     | 29 janvier 2019    | EA Guingamp            | 2-2 (5-4tab) | AS Monaco              |     | A. Mendy (46e), M. Thuram (55e)                        |
| C. France   | 1/8     | 7 février 2019     | EA Guingamp            | 1-2          | Olympique lyonnais     |     | A. Mendy (88e)                                         |
| Ligue 1     | 24      | 10 février 2019    | EA Guingamp            | 0-2          | Lille OSC              | 20e | -                                                      |
| Ligue 1     | 25      | 15 février 2019    | Olympique lyonnais     | 2-1          | EA Guingamp            | 20e | F. Eboa Eboa (22e)                                     |
| Ligue 1     | 23*     | 20 février 2019    | Girondins de Bordeaux  | 0-0          | EA Guingamp            | 20e | -                                                      |
| Ligue 1     | 26      | 23 février 2019    | EA Guingamp            | 1-0          | Angers SCO             | 20e | L. Deaux (90e+2)                                       |
| Ligue 1     | 27      | 3 mars 2019        | EA Guingamp            | 0-0          | FC Nantes              | 20e | -                                                      |
| Ligue 1     | 28      | 10 mars 2019       | Toulouse FC            | 1-0          | EA Guingamp            | 20e | -                                                      |
| Ligue 1     | 29      | 16 mars 2019       | EA Guingamp            | 1-0          | Dijon FCO              | 18e | L. Blas (86e sp)                                       |
| C. Ligue    | Finale  | 30 mars 2019       | RC Strasbourg          | 0-0 (4-1tab) | EA Guingamp            |     | -                                                      |
| Ligue 1     | 30      | 3 avril 2019       | Montpellier HSC        | 2-0          | EA Guingamp            | 19e | -                                                      |
| Ligue 1     | 31      | 6 avril 2019       | EA Guingamp            | 1-1          | AS Monaco              | 20e | F. Eboa Eboa (23e)                                     |
| Ligue 1     | 32      | 13 avril 2019      | RC Strasbourg          | 3-3          | EA Guingamp            | 19e | M. Thuram (37e), Deaux (63e), Sorbon (86e)             |
| Ligue 1     | 33      | 20 avril 2019      | EA Guingamp            | 1-3          | Olympique de Marseille | 20e | Y. Ngbakoto (56e)                                      |
| Ligue 1     | 34      | 28 avril 2019      | OGC Nice               | 3-0          | EA Guingamp            | 20e | -                                                      |
| Ligue 1     | 35      | 4 mai 2019         | EA Guingamp            | 0-0          | SM Caen                | 20e | -                                                      |
| Ligue 1     | 36      | 12 mai 2019        | Stade rennais FC       | 1-1          | EA Guingamp            | 20e | A. Mendy (87e)                                         |
| Ligue 1     | 37      | 18 mai 2019        | EA Guingamp            | 2-2          | Nîmes Olympique        | 20e | M. Thuram (6e), A. Mendy (35e)                         |
| Ligue 1     | 38      | 24 mai 2019        | Amiens SC              | 2-1          | EA Guingamp            | 20e | A. Mendy (66e)                                         |

Légende : csc = but marqué contre son camp ; sp = but marqué sur penalty ;

** Match en retard
- Victoire
- Match nul
- Défaite

#### Affluences à domicile
Affluence de l'EA Guingamp à domicile

#### Statistiques des buteurs
|       | Buteur          | Ligue 1 | Coupe de France | Coupe de la Ligue | Total | Min  | MJ |
| ----- | --------------- | ------- | --------------- | ----------------- | ----- | ---- | -- |
| TOTAL | TOTAL           | 28      | 7               | 4                 | 39    | 4200 | 46 |
| 1     | Marcus Thuram   | 9       | 2               | 2                 | 13    | 2993 | 38 |
| 2     | Alexandre Mendy | 3       | 1               | 1                 | 5     | 1083 | 23 |
| 3     | Yeni Ngbakoto   | 1       | 1               | 1                 | 3     | 819  | 18 |
| 4     | Lucas Deaux     | 3       | 0               | 0                 | 3     | 1386 | 21 |
| 5     | Nolan Roux      | 2       | 1               | 0                 | 3     | 1851 | 31 |
| 6     | Nicolas Benezet | 3       | 0               | 0                 | 3     | 1905 | 28 |
| 7     | Félix Eboa Eboa | 3       | 0               | 0                 | 3     | 2966 | 33 |
| 8     | Papy Djilobodji | 0       | 1               | 0                 | 1     | 295  | 5  |
| 9     | Ronny Rodelin   | 0       | 1               | 0                 | 1     | 1084 | 24 |
| 10    | Étienne Didot   | 1       | 0               | 0                 | 1     | 2395 | 36 |
| 11    | Marcus Coco     | 1       | 0               | 0                 | 1     | 2426 | 40 |
| 12    | Ludovic Blas    | 1       | 0               | 0                 | 1     | 2844 | 40 |
| 13    | Jérémy Sorbon   | 1       | 0               | 0                 | 1     | 3023 | 36 |

#### Statistiques des passeurs
|       | Buteur          | Ligue 1 | Coupe de France | Coupe de la Ligue | Total | Min  | MJ |
| ----- | --------------- | ------- | --------------- | ----------------- | ----- | ---- | -- |
| TOTAL | TOTAL           | 20      | 6               | 1                 | 27    | 4200 | 46 |
| 1     | Pedro Rebocho   | 8       | 4               | 0                 | 12    | 3913 | 43 |
| 2     | Ludovic Blas    | 5       | 0               | 0                 | 5     | 2844 | 40 |
| 3     | Marcus Coco     | 2       | 1               | 0                 | 3     | 2426 | 39 |
| 4     | Étienne Didot   | 1       | 1               | 0                 | 2     | 2395 | 36 |
| 5     | Mehdi Merghem   | 1       | 0               | 0                 | 1     | 721  | 9  |
| 6     | Ronny Rodelin   | 0       | 0               | 1                 | 1     | 1084 | 24 |
| 7     | Lucas Deaux     | 1       | 0               | 0                 | 1     | 1386 | 21 |
| 8     | Nicolas Benezet | 1       | 0               | 0                 | 1     | 1905 | 28 |
| 9     | Marcus Thuram   | 1       | 0               | 0                 | 1     | 2993 | 38 |

#### Statistiques individuelles
| no | Nat. | Nom         | Championnat | Championnat | Championnat | Championnat    | Championnat | Championnat  | Coupe de France | Coupe de France | Coupe de France | Coupe de France | Coupe de France | Coupe de France | Coupe de la Ligue | Coupe de la Ligue | Coupe de la Ligue | Coupe de la Ligue | Coupe de la Ligue | Coupe de la Ligue | Total   | Total | Total       | Total          | Total  | Total        |
| no | Nat. | Nom         | MJ          | Mns         | But inscrit | Passe décisive | Averti      | Carton rouge | MJ              | Mns             | But inscrit     | Passe décisive  | Averti          | Carton rouge    | MJ                | Mns               | But inscrit       | Passe décisive    | Averti            | Carton rouge      | MJ      | Mns   | But inscrit | Passe décisive | Averti | Carton rouge |
| -- | ---- | ----------- | ----------- | ----------- | ----------- | -------------- | ----------- | ------------ | --------------- | --------------- | --------------- | --------------- | --------------- | --------------- | ----------------- | ----------------- | ----------------- | ----------------- | ----------------- | ----------------- | ------- | ----- | ----------- | -------------- | ------ | ------------ |
| 1  |      | Johnsson    | 17 (17)     | 1530        | 0           | 0              | 0           | 0            | 2 (2)           | 210             | 0               | 0               | 0               | 0               | 2 (2)             | 179               | 0                 | 0                 | 0                 | 0                 | 21 (21) | 1919  | 0           | 0              | 0      | 0            |
| 2  |      | Ikoko       | 20 (19)     | 1708        | 0           | 0              | 3           | 0            | 0 (0)           | 0               | 0               | 0               | 0               | 0               | 1 (0)             | 1                 | 0                 | 0                 | 0                 | 0                 | 21 (19) | 1709  | 0           | 0              | 3      | 0            |
| 3  |      | Djilobodji  | 4 (2)       | 175         | 0           | 0              | 1           | 1            | 1 (1)           | 120             | 1               | 0               | 0               | 0               | 0 (0)             | 0                 | 0                 | 0                 | 0                 | 0                 | 5 (3)   | 295   | 1           | 0              | 1      | 1            |
| 4  |      | Koita (en)  | 2 (1)       | 174         | 0           | 0              | 0           | 0            | 0 (0)           | 0               | 0               | 0               | 0               | 0               | 1 (1)             | 90                | 0                 | 0                 | 0                 | 0                 | 3 (2)   | 264   | 0           | 0              | 0      | 0            |
| 5  |      | Rebocho     | 36 (36)     | 3240        | 0           | 8              | 5           | 0            | 3 (3)           | 300             | 0               | 4               | 0               | 0               | 4 (4)             | 373               | 0                 | 0                 | 0                 | 0                 | 43 (43) | 3913  | 0           | 12             | 5      | 0            |
| 6  |      | Phiri       | 24 (23)     | 1928        | 0           | 0              | 3           | 0            | 2 (0)           | 40              | 0               | 0               | 0               | 0               | 5 (5)             | 480               | 0                 | 0                 | 1                 | 0                 | 31 (28) | 2448  | 0           | 0              | 4      | 0            |
| 7  |      | Blas        | 34 (27)     | 2373        | 1           | 5              | 5           | 0            | 2 (2)           | 193             | 0               | 0               | 0               | 0               | 4 (3)             | 278               | 0                 | 0                 | 0                 | 0                 | 40 (32) | 2844  | 1           | 5              | 5      | 0            |
| 8  |      | Deaux       | 18 (17)     | 1189        | 3           | 1              | 4           | 0            | 2 (1)           | 107             | 0               | 0               | 0               | 0               | 1 (1)             | 90                | 0                 | 0                 | 0                 | 0                 | 21 (19) | 1386  | 3           | 1              | 4      | 0            |
| 9  |      | Mendy       | 16 (8)      | 766         | 3           | 0              | 2           | 0            | 3 (0)           | 90              | 1               | 0               | 0               | 0               | 4 (2)             | 227               | 1                 | 0                 | 0                 | 0                 | 23 (10) | 1083  | 5           | 0              | 2      | 0            |
| 10 |      | Benezet     | 25 (18)     | 1666        | 3           | 1              | 1           | 0            | 1 (1)           | 90              | 0               | 0               | 0               | 0               | 2 (2)             | 149               | 0                 | 0                 | 1                 | 0                 | 28 (21) | 1905  | 3           | 1              | 2      | 0            |
| 11 |      | Thuram      | 32 (32)     | 2571        | 8           | 1              | 3           | 2            | 3 (0)           | 122             | 2               | 0               | 0               | 0               | 3 (3)             | 300               | 2                 | 0                 | 0                 | 0                 | 38 (35) | 2993  | 12          | 1              | 3      | 2            |
| 12 |      | Ngbakoto    | 15 (5)      | 564         | 1           | 0              | 0           | 0            | 1 (1)           | 57              | 1               | 0               | 0               | 0               | 3 (2)             | 198               | 1                 | 0                 | 0                 | 0                 | 19 (8)  | 819   | 3           | 0              | 0      | 0            |
| 13 |      | Larsson     | 1 (1)       | 90          | 0           | 0              | 0           | 0            | 3 (3)           | 300             | 0               | 0               | 0               | 0               | 0 (0)             | 0                 | 0                 | 0                 | 0                 | 0                 | 4 (4)   | 390   | 0           | 0              | 0      | 0            |
| 14 |      | Julan       | 10 (3)      | 435         | 0           | 0              | 1           | 0            | 0 (0)           | 0               | 0               | 0               | 0               | 0               | 1 (0)             | 76                | 0                 | 0                 | 0                 | 0                 | 11 (3)  | 511   | 0           | 0              | 1      | 0            |
| 15 |      | Sorbon      | 33 (29)     | 2648        | 1           | 0              | 2           | 0            | 2 (2)           | 210             | 0               | 0               | 0               | 0               | 2 (1)             | 165               | 0                 | 0                 | 0                 | 0                 | 36 (31) | 3023  | 1           | 0              | 2      | 0            |
| 16 |      | Caillard    | 21 (21)     | 1890        | 0           | 0              | 0           | 0            | 1 (1)           | 90              | 0               | 0               | 0               | 0               | 4 (3)             | 301               | 0                 | 0                 | 0                 | 0                 | 26 (25) | 2281  | 0           | 0              | 0      | 0            |
| 18 |      | Fofana      | 10 (4)      | 479         | 0           | 0              | 2           | 0            | 0 (0)           | 0               | 0               | 0               | 0               | 0               | 2 (2)             | 180               | 0                 | 0                 | 1                 | 0                 | 12 (6)  | 659   | 0           | 0              | 3      | 0            |
| 19 |      | Salibur     | 1 (0)       | 16          | 0           | 0              | 0           | 0            | 0 (0)           | 0               | 0               | 0               | 0               | 0               | 0 (0)             | 0                 | 0                 | 0                 | 0                 | 0                 | 1 (0)   | 16    | 0           | 0              | 0      | 0            |
| 19 |      | Merghem     | 9 (9)       | 721         | 0           | 1              | 3           | 0            | 0 (0)           | 0               | 0               | 0               | 0               | 0               | 0 (0)             | 0                 | 0                 | 0                 | 0                 | 0                 | 9 (9)   | 721   | 0           | 1              | 3      | 0            |
| 20 |      | Eboa Eboa   | 27 (27)     | 2426        | 3           | 0              | 5           | 0            | 2 (2)           | 180             | 0               | 0               | 1               | 0               | 4 (4)             | 360               | 0                 | 0                 | 0                 | 0                 | 33 (33) | 2966  | 3           | 0              | 6      | 0            |
| 21 |      | Ndong       | 11 (8)      | 743         | 0           | 0              | 3           | 0            | 2 (2)           | 210             | 0               | 0               | 1               | 0               | 2 (2)             | 165               | 0                 | 0                 | 1                 | 0                 | 15 (12) | 1118  | 0           | 0              | 5      | 0            |
| 22 |      | Didot       | 31 (23)     | 2104        | 1           | 1              | 4           | 0            | 2 (2)           | 162             | 0               | 1               | 0               | 0               | 3 (1)             | 129               | 0                 | 0                 | 0                 | 0                 | 36 (26) | 2395  | 1           | 2              | 4      | 0            |
| 23 |      | Rodelin     | 17 (8)      | 788         | 0           | 0              | 0           | 0            | 3 (3)           | 201             | 1               | 0               | 0               | 0               | 4 (1)             | 95                | 0                 | 1                 | 0                 | 0                 | 24 (12) | 1084  | 1           | 1              | 0      | 0            |
| 24 |      | Coco        | 33 (21)     | 1839        | 1           | 2              | 3           | 1            | 3 (2)           | 228             | 0               | 1               | 0               | 0               | 4 (4)             | 359               | 0                 | 0                 | 0                 | 0                 | 40 (27) | 2426  | 1           | 3              | 3      | 1            |
| 25 |      | Traoré      | 20 (16)     | 1508        | 0           | 0              | 3           | 0            | 1 (1)           | 66              | 0               | 0               | 1               | 0               | 5 (5)             | 479               | 0                 | 0                 | 0                 | 0                 | 26 (22) | 2053  | 0           | 0              | 4      | 0            |
| 26 |      | Roux        | 26 (17)     | 1536        | 2           | 0              | 2           | 0            | 3 (3)           | 234             | 1               | 0               | 0               | 0               | 2 (1)             | 81                | 0                 | 0                 | 0                 | 0                 | 31 (21) | 1851  | 3           | 0              | 2      | 0            |
| 27 |      | Tabanou     | 2 (2)       | 180         | 0           | 0              | 0           | 0            | 0 (0)           | 0               | 0               | 0               | 0               | 0               | 2 (2)             | 180               | 0                 | 0                 | 1                 | 0                 | 4 (4)   | 360   | 0           | 0              | 1      | 0            |
| 29 |      | Kerbrat     | 25 (25)     | 2094        | 0           | 0              | 3           | 1            | 1 (1)           | 90              | 0               | 0               | 0               | 0               | 4 (4)             | 355               | 0                 | 0                 | 0                 | 0                 | 29 (29) | 2529  | 0           | 0              | 3      | 1            |
| 33 |      | Phaëton     | 4 (0)       | 57          | 0           | 0              | 0           | 0            | 0 (0)           | 0               | 0               | 0               | 0               | 0               | 0 (0)             | 0                 | 0                 | 0                 | 0                 | 0                 | 4 (0)   | 57    | 0           | 0              | 0      | 0            |
| 33 |      | Carnot (en) | 1 (0)       | 8           | 0           | 0              | 0           | 0            | 0 (0)           | 0               | 0               | 0               | 0               | 0               | 0 (0)             | 0                 | 0                 | 0                 | 0                 | 0                 | 1 (0)   | 8     | 0           | 0              | 0      | 0            |

## Audiences télévisuelles
Le match contre le Paris Saint-Germain au Roudourou, comptant pour la deuxième journée du championnat, a battu le record d'audience abonnés pour Canal+, avec 42,7 % de part d'audience pour 877 000 téléspectateurs, avec un pic à 1,023 million en fin de match. Il s'agit du meilleur résultat obtenu par la chaîne depuis 2007 pour un match programmé le samedi.
Le quart de finale de Coupe de la Ligue contre ce même PSG, diffusé mercredi 9 janvier en clair sur France 3, a quant à lui rassemblé  deux millions de téléspectateurs. Cela représente une part d'audience de 9,2 %, soit la quatrième position des audiences de la soirée.

## Sponsoring

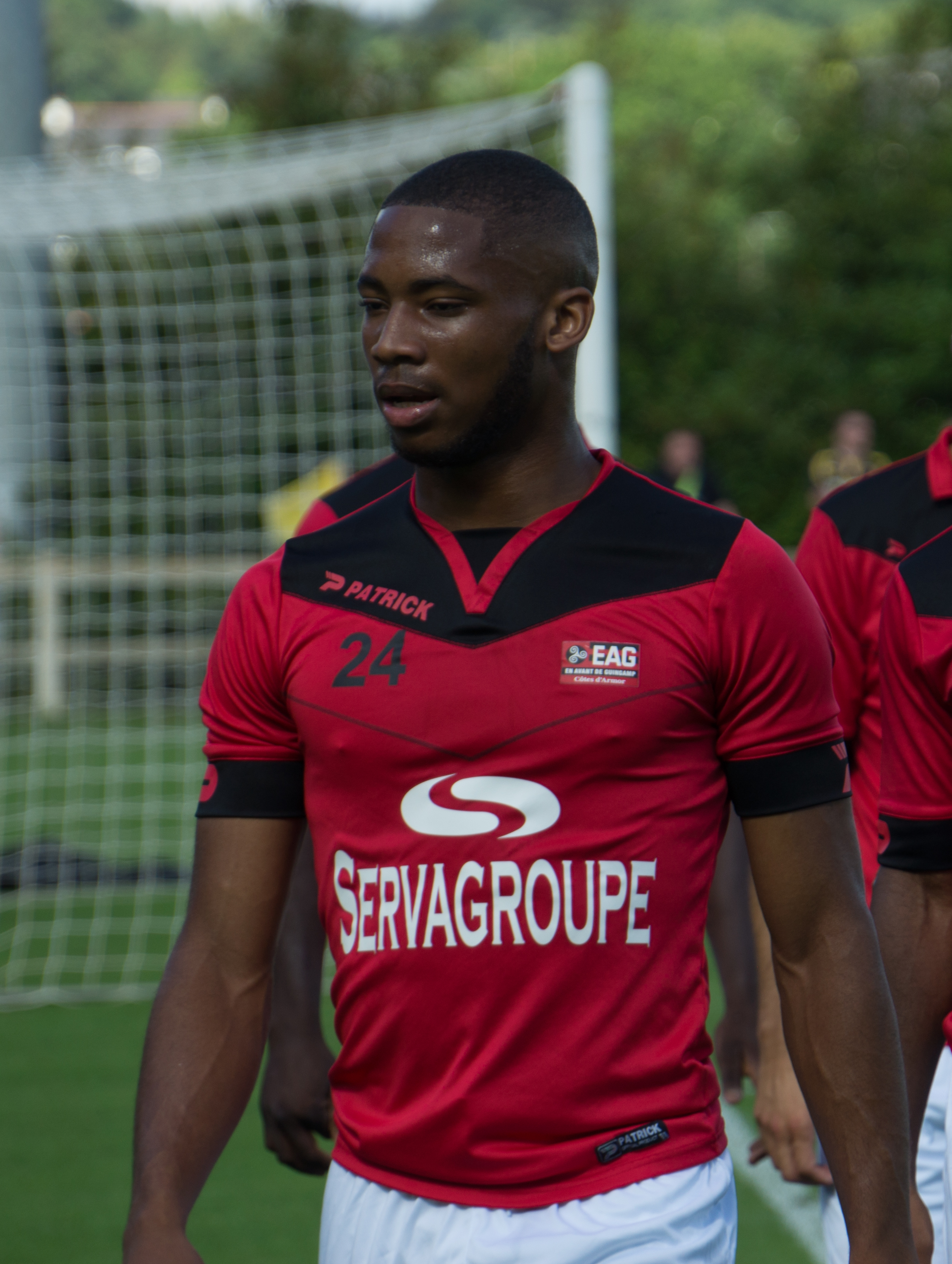
Servagroupe reste le sponsor principal sur les maillots.

Armor-Lux est un nouveau sponsor apparaissant sur les maillots de match pour la saison 2018-2019, après l'annonce de mai 2018, aux côtés de l'équipementier Patrick, de Breizh Cola, de Rapidoprêt et de Servagroupe, qui reste le sponsor principal.

## Maillots 2018-2019
Tout comme la saison précédente, l'En avant de Guingamp évolue en 2018-2019 avec trois maillots fournis par son équipementier Patrick, à la différence près que le troisième maillot dispose cette fois-ci du même template que les deux autres. La particularité de cette saison provient de l'utilisation modernisée du graphisme à damier du célèbre maillot Rippoz (alors fourni par Adidas), symbole de la première montée du club en première division en 1995, redessiné par le Costarmoricain Franck Baudoin, infographiste et supporter des Rouge et Noir.
La tenue domicile est à dominante rouge, avec un damier noir et blanc. La tenue extérieure est à dominante blanche, avec un damier noir et rouge. Le maillot third est à dominante noire avec un damier gris et blanc.
Les maillots de l'EAG sont les deuxièmes moins chers parmi l'ensemble des clubs du championnat de France de Ligue 1 2018-2019, derrière ceux d'Amiens. Ils sont vendus au prix de 65 €, sans flocage ni badge L1, et 89 € avec ces accessoires.

## Budget
Pour la saison 2018-2019, l'En avant de Guingamp dispose d'un budget de 30 millions d'euros. Il s'agit du deuxième plus petit budget du championnat, à égalité avec le SCO Angers, et derrière le Nîmes Olympique (qui s'appuie sur une somme de 20 millions d'euros). Il connaît une hausse de 4 millions d'euros par rapport à la saison précédente.

## Équipe réserve
L'équipe réserve de l'En Avant évolue pour la saison 2018-2019 dans le championnat de France de National 3 et est dirigée par Sylvain Didot, promu en cours de saison au poste d'entraîneur intérimaire de l'équipe première. Elle termine en tête du groupe Bretagne grâce à sa victoire lors de la dernière journée (trois points d'avance sur Dinan Léhon, deuxième, et quinze sur la réserve du Stade rennais, troisième) et accède ainsi au National 2.
Plusieurs joueurs de l'effectif ont eu l'occasion de monter en équipe première, à commencer par Djegui Koita (en) qui dispute un total de trois rencontres dont deux de championnat en défense centrale. Entre octobre et novembre, dans une période marquée par les blessures des cadres, Antoine Kombouaré fait appel aux jeunes Matthias Phaëton (quatre matchs disputés dont un en tant que titulaire) et Mehdi Boudjemaa (qui n'entre pas en jeu). Quant à Louis Carnot (en), il dispute ses premières minutes sous la direction de Jocelyn Gourvennec en toute fin de championnat.